# しまじろうのわお!のエピソード一覧
しまじろうのわお！のエピソード一覧（しまじろうのわおのエピソードいちらん）は、テレビ東京系列で放送中のテレビアニメ『はっけん たいけん だいすき！ しまじろう→しまじろう ヘソカ→しまじろうのわお！』の放送タイトルを記述する。
放送日は制作局のテレビせとうち基準。

## 2008年度（はっけん たいけん だいすき！ しまじろう）
| 話数   | 放送日 （制作局） | サブタイトル               | 脚本       | 絵コンテ     | 演出         | 作画監督 |
| ------ | ----------------- | -------------------------- | ---------- | ------------ | ------------ | -------- |
| 第1話  | 2008年 4月7日     | のはらのブーケ             | 大塚汎     | 横山広行     | 横山広行     | 岡迫亘弘 |
| 第2話  | 4月14日           | はるのウキウキ虫           | 柳川茂     | 鳥海永行     | 熊谷雅晃     | 岡迫亘弘 |
| 第3話  | 4月21日           | とられたおもちゃ           | 青木由香   | しぎのあきら | 西瑛子       | 岡迫亘弘 |
| 第4話  | 4月28日           | ひみつのへや               | 谷登志雄   | 鳥海永行     | 小平麻紀     | 岡迫亘弘 |
| 第5話  | 5月5日            | 新しいともだち             | 久島一仁   | 横山広行     | 横山広行     | 岡迫亘弘 |
| 第6話  | 5月12日           | ふしぎなふしぎ堂           | 静谷伊佐夫 | あずま幸和   | 樋口まさお   | 岡迫亘弘 |
| 第7話  | 5月19日           | はなちゃんとエコオロギ     | 田中浩司   | 長村伸治     | 長村伸治     | 岡迫亘弘 |
| 第8話  | 5月26日           | たのしいえんそく           | 中村能子   | 樋口まさお   | 雄谷将仁     | 岡迫亘弘 |
| 第9話  | 6月2日            | あじさいの花を見に行こう   | 青木由香   | 佐々木奈々子 | 長村伸治     | 岡迫亘弘 |
| 第10話 | 6月9日            | はなちゃんのとけい         | 谷登志雄   | 横山広行     | 横山広行     | 岡迫亘弘 |
| 第11話 | 6月16日           | くじびきの賞品は？         | 大塚汎     | しぎのあきら | 西瑛子       | 岡迫亘弘 |
| 第12話 | 6月23日           | ふしぎなカサ               | 静谷伊佐夫 | あずま幸和   | 内山まな     | 岡迫亘弘 |
| 第13話 | 6月30日           | パンのみみのへんしん       | 柳川茂     | 横山広行     | 横山広行     | 岡迫亘弘 |
| 第14話 | 7月7日            | ちきゅうはまるかった       | 久島一仁   | あずま幸和   | 横山広行     | 岡迫亘弘 |
| 第15話 | 7月14日           | ひみつの木                 | 静谷伊佐夫 | しぎのあきら | 西瑛子       | 岡迫亘弘 |
| 第16話 | 7月21日           | うきわプカプカ             | 谷登志雄   | しぎのあきら | 西瑛子       | 岡迫亘弘 |
| 第17話 | 7月28日           | ムシみつけたよ             | 中村能子   | 雄谷将仁     | 雄谷将仁     | 岡迫亘弘 |
| 第18話 | 8月4日            | とりっぴいのボール         | 大塚汎     | 佐々木奈々子 | 樋口まさお   | 岡迫亘弘 |
| 第19話 | 8月11日           | マーくんとはなちゃん       | 青木由香   | 長村伸治     | 長村伸治     | 岡迫亘弘 |
| 第20話 | 8月18日           | みんなでたいそう           | 青木由香   | 鳥海永行     | 内山まな     | 岡迫亘弘 |
| 第21話 | 8月25日           | ビックリはなび             | 谷登志雄   | 横山広行     | 横山広行     | 岡迫亘弘 |
| 第22話 | 9月1日            | お父さんのたからもの       | 柳川茂     | 横山広行     | 横山広行     | 岡迫亘弘 |
| 第23話 | 9月8日            | ほんとは、どこなの         | 久島一仁   | しぎのあきら | 西瑛子       | 志村隆行 |
| 第24話 | 9月15日           | くるくるまわる絵           | 大塚汎     | しぎのあきら | しぎのあきら | 岡迫亘弘 |
| 第25話 | 9月22日           | とおせんぼうの道           | 青木由香   | 佐土原武之   | 佐土原武之   | 岡迫亘弘 |
| 第26話 | 9月29日           | しゅんちゃんでんしゃ       | 谷登志雄   | 佐々木奈々子 | 佐土原武之   | 岡迫亘弘 |
| 第27話 | 10月6日           | あかい色をさがそう         | 静谷伊佐夫 | しぎのあきら | しぎのあきら | 岡迫亘弘 |
| 第28話 | 10月13日          | いたずら妖精レオンくん     | 青木由香   | 鳥海永行     | 樋口まさお   | 志村隆行 |
| 第29話 | 10月20日          | たからのちず               | 大塚汎     | 横山広行     | 横山広行     | 岡迫亘弘 |
| 第30話 | 10月27日          | とりっぴいはお母さん       | 中村能子   | 横山広行     | 横山広行     | 岡迫亘弘 |
| 第31話 | 11月3日           | ガオガオさんは名たんてい？ | 静谷伊佐夫 | しぎのあきら | しぎのあきら | 岡迫亘弘 |
| 第32話 | 11月10日          | みっつのやくそく           | 青木由香   | 小島多美子   | 雄谷将仁     | 岡迫亘弘 |
| 第33話 | 11月17日          | ひつじいがいなくなった     | 柳川茂     | 横山広行     | 横山広行     | 岡迫亘弘 |
| 第34話 | 11月24日          | まほうの玉さま             | 谷登志雄   | 佐々木奈々子 | 佐土原武之   | 岡迫亘弘 |
| 第35話 | 12月1日           | なんでもはんたい           | 大塚汎     | しぎのあきら | 西瑛子       | 志村隆行 |
| 第36話 | 12月8日           | めいろできょうそう         | 久島一仁   | しぎのあきら | しぎのあきら | 岡迫亘弘 |
| 第37話 | 12月15日          | キラキラ石                 | 中村能子   | 佐土原武之   | 佐土原武之   | 岡迫亘弘 |
| 第38話 | 12月22日          | カエル石のなぞ             | 静谷伊佐夫 | 横山広行     | 横山広行     | 岡迫亘弘 |
| 第39話 | 2009年 1月5日     | おかえりブイブイ           | 谷登志雄   | 小島多美子   | 内山まな     | 志村隆行 |
| 第40話 | 1月12日           | アレってなあに             | 青木由香   | しぎのあきら | 西瑛子       | 岡迫亘弘 |
| 第41話 | 1月19日           | まだまだおもちゃ           | 柳川茂     | 雄谷将仁     | 雄谷将仁     | 岡迫亘弘 |
| 第42話 | 1月26日           | やってみる                 | 中村能子   | 佐々木奈々子 | 佐土原武之   | 岡迫亘弘 |
| 第43話 | 2月2日            | こおりの公園で             | 大塚汎     | しぎのあきら | しのゆきひろ | 岡迫亘弘 |
| 第44話 | 2月9日            | ないないオバケ             | 青木由香   | しぎのあきら | 西瑛子       | 志村隆行 |
| 第45話 | 2月16日           | はやしの中のまぼろし       | 久島一仁   | 横山広行     | 横山広行     | 岡迫亘弘 |
| 第46話 | 2月23日           | ふしぎなこくばん           | 静谷伊佐夫 | 横山広行     | 横山広行     | 岡迫亘弘 |
| 第47話 | 3月2日            | ぶるぶるマン               | 谷登志雄   | 小島多美子   | 内山まな     | 志村隆行 |
| 第48話 | 3月9日            | 父ちゃんは名コック         | 柳川茂     | 小島多美子   | 西瑛子       | 岡迫亘弘 |
| 第49話 | 3月16日           | えいが会は大さわぎ         | 久島一仁   | 横山広行     | 横山広行     | 岡迫亘弘 |
| 第50話 | 3月23日           | かみなりゴロゴロ           | 青木由香   | 小林哲也     | 佐土原武之   | 岡迫亘弘 |
| 第51話 | 3月30日           | はるのいろ                 | 谷登志雄   | しぎのあきら | 西瑛子       | 岡迫亘弘 |

## 2009年度（はっけん たいけん だいすき！ しまじろう）
| 話数    | 放送日 （制作局） | サブタイトル                                           | 脚本       | 絵コンテ     | 演出       | 作画監督          |
| ------- | ----------------- | ------------------------------------------------------ | ---------- | ------------ | ---------- | ----------------- |
| 第52話  | 2009年 4月6日     | あかいぼうし                                           | 大塚汎     | しぎのあきら | 西瑛子     | 岡迫亘弘          |
| 第53話  | 4月13日           | いけのヌッシー                                         | 谷登志雄   | 横山広行     | 横山広行   | 岡迫亘弘          |
| 第54話  | 4月20日           | きょうだい、やーめた                                   | 久島一仁   | 横山広行     | 横山広行   | 岡迫亘弘          |
| 第55話  | 4月27日           | とまって流れ星                                         | 青木由香   | 小島多美子   | 内山まな   | 志村隆行          |
| 第56話  | 5月4日            | みんなで撮ろう                                         | 静谷伊佐夫 | しぎのあきら | 西瑛子     | 岡迫亘弘          |
| 第57話  | 5月11日           | フレーフレーはなちゃん                                 | 柳川茂     | 佐土原武之   | 佐土原武之 | 岡迫亘弘          |
| 第58話  | 5月18日           | ハトのぴーちゃん                                       | 中村能子   | 佐々木奈々子 | 雄谷将仁   | 岡迫亘弘          |
| 第59話  | 5月25日           | おばけだいすき                                         | 大塚汎     | しぎのあきら | 西瑛子     | 岡迫亘弘          |
| 第60話  | 6月1日            | お父さんの落しもの                                     | 青木由香   | 小島多美子   | 内山まな   | 志村隆行          |
| 第61話  | 6月8日            | つれてってガサ                                         | 谷登志雄   | 横山広行     | 横山広行   | 岡迫亘弘          |
| 第62話  | 6月15日           | がんばれてるてるぼうずくん                             | 静谷伊佐夫 | 横山広行     | 横山広行   | 岡迫亘弘          |
| 第63話  | 6月22日           | チョウチョウがとんだ                                   | 中村能子   | しぎのあきら | 西瑛子     | 岡迫亘弘          |
| 第64話  | 6月29日           | じぶんのマーク                                         | 青木由香   | 小島多美子   | 西瑛子     | 志村隆行          |
| 第65話  | 7月6日            | おしつけサウルス                                       | 谷登志雄   | 政木伸一     | 雄谷将仁   | 高鉾誠            |
| 第66話  | 7月13日           | ぽんたろうのひみつ                                     | 柳川茂     | 横山広行     | 佐土原武之 | 高鉾誠            |
| 第67話  | 7月20日           | いちばんすきなもの                                     | 柳川茂     | 小島多美子   | 内山まな   | 志村隆行          |
| 第68話  | 7月27日           | ぼうしってスゴイ！                                     | 静谷伊佐夫 | あずま幸和   | 西瑛子     | 岡迫亘弘          |
| 第69話  | 8月3日            | しましまウミちゃん                                     | 中村能子   | 横山広行     | 横山広行   | 岡迫亘弘          |
| 第70話  | 8月10日           | 知らない形                                             | 久島一仁   | 横山広行     | 横山広行   | 岡迫亘弘          |
| 第71話  | 8月17日           | 迷子の水玉ちゃん                                       | 田中浩司   | あずま幸和   | 西瑛子     | 岡迫亘弘          |
| 第72話  | 8月24日           | おみやげ、わーい                                       | 谷登志雄   | 小島多美子   | 内山まな   | 志村隆行          |
| 第73話  | 8月31日           | みみりんのマナー                                       | 青木由香   | 横山広行     | 雄谷将仁   | 高鉾誠            |
| 第74話  | 9月7日            | いたずら妖精チャック                                   | 柳川茂     | 佐土原武之   | 佐土原武之 | 高鉾誠            |
| 第75話  | 9月14日           | カラッパーを見つけよう！                               | 静谷伊佐夫 | あずま幸和   | 西瑛子     | 岡迫亘弘          |
| 第76話  | 9月21日           | ぼくたちのぼうけん                                     | 青木由香   | しぎのあきら | 内山まな   | 志村隆行          |
| 第77話  | 9月28日           | 森をまもろう                                           | 静谷伊佐夫 | 横山広行     | 横山広行   | 岡迫亘弘          |
| 第78話  | 10月5日           | プリンセス・ポテト                                     | 谷登志雄   | 横山広行     | 横山広行   | 岡迫亘弘          |
| 第79話  | 10月12日          | さよなら、とりっぴい                                   | 中村能子   | 小島多美子   | 西瑛子     | 岡迫亘弘          |
| 第80話  | 10月19日          | おとうさんの家                                         | 中村能子   | あずま幸和   | 内山まな   | 志村隆行          |
| 第81話  | 10月26日          | ビー玉はどこ？                                         | 久島一仁   | 横山広行     | 佐土原武之 | 高鉾誠            |
| 第82話  | 11月2日           | 伝えたいきもち                                         | 青木由香   | 小島多美子   | 雄谷将仁   | 高鉾誠            |
| 第83話  | 11月9日           | 走れ！ やっくん                                        | 青木由香   | 西瑛子       | 西瑛子     | 岡迫亘弘          |
| 第84話  | 11月16日          | まっくらな夜に                                         | 久島一仁   | しぎのあきら | 内山まな   | 志村隆行          |
| 第85話  | 11月23日          | 前向きんぎょのポージくん                               | 三浦浩児   | 横山広行     | 横山広行   | 岡迫亘弘          |
| 第86話  | 11月30日          | ママのおしごと                                         | 青木由香   | 横山広行     | 横山広行   | 岡迫亘弘          |
| 第87話  | 12月7日           | ハンカチかいじんをおえ！                               | 柳川茂     | しぎのあきら | 内山まな   | 岡迫亘弘          |
| 第88話  | 12月14日          | 雪のおくりもの                                         | 谷登志雄   | 小島多美子   | 西瑛子     | 志村隆行          |
| 第89話  | 2010年 1月4日     | おはなしスペシャル！ 大ぼうけん！ たんけん宝さがしの旅 | 谷登志雄   | しぎのあきら | 西瑛子     | 岡迫亘弘 志村隆行 |
| 第90話  | 1月11日           | なぞのオメデトウせいじん                               | 谷登志雄   | 案納正美     | 佐土原武之 | 高鉾誠            |
| 第91話  | 1月18日           | いちばんのプレゼント                                   | 静谷伊佐夫 | あずま幸和   | 雄谷将仁   | 岡迫亘弘          |
| 第92話  | 1月25日           | カゼキンなんてこわくない                               | 静谷伊佐夫 | 横山広行     | 横山広行   | 岡迫亘弘          |
| 第93話  | 2月1日            | おかしな迷路                                           | 青木由香   | 横山広行     | 横山広行   | 高鉾誠            |
| 第94話  | 2月8日            | なかよくつなひき                                       | 柳川茂     | あずま幸和   | 内山まな   | 志村隆行          |
| 第95話  | 2月15日           | 雲にのったよ！                                         | 久島一仁   | 案納正美     | 内山まな   | 岡迫亘弘          |
| 第96話  | 2月22日           | おえかきだいすき！                                     | 岸間信明   | 小島多美子   | 雄谷将仁   | 岡迫亘弘          |
| 第97話  | 3月1日            | わくわく！ とりかえっこお泊り会                        | 三浦浩児   | 政木伸一     | 佐土原武之 | 高鉾誠            |
| 第98話  | 3月8日            | しましまたんていだん                                   | 静谷伊佐夫 | 案納正美     | 西瑛子     | 志村隆行          |
| 第99話  | 3月15日           | とべ！ ぽんたろう                                      | 青木由香   | 小島多美子   | 内山まな   | 岡迫亘弘          |
| 第100話 | 3月22日           | しあわせのヤカン                                       | 静谷伊佐夫 | 小島多美子   | 横山広行   | 高鉾誠            |
| 第101話 | 3月29日           | あたらしいはっけん                                     | 岸間信明   | 横山広行     | 横山広行   | 岡迫亘弘          |

## 2010年度（しまじろう ヘソカ）
| 話数（ヘソカ話数） | 放送日 （制作局） | サブタイトル                                      | 脚本       | 絵コンテ     | 演出         | 作画監督          |
| ------------------ | ----------------- | ------------------------------------------------- | ---------- | ------------ | ------------ | ----------------- |
| 第102話（第1話）   | 2010年 4月5日     | ともだちのともだち                                | 谷登志雄   | あずま幸和   | 西瑛子       | 志村隆行          |
| 第103話（第2話）   | 4月12日           | ホントのなまえ                                    | 青木由香   | 小島多美子   | 内山まな     | 岡迫亘弘          |
| 第104話（第3話）   | 4月19日           | ミツバチに会いたい                                | 三浦浩児   | 小島多美子   | 佐土原武之   | 高鉾誠            |
| 第105話（第4話）   | 4月26日           | だいじなことば                                    | 久島一仁   | 横山広行     | 雄谷将仁     | 岡迫亘弘          |
| 第106話（第5話）   | 5月3日            | お父さんのごちそう                                | 静谷伊佐夫 | あずま幸和   | 西瑛子       | 志村隆行          |
| 第107話（第6話）   | 5月10日           | ぼくのおじぎそう                                  | 谷登志雄   | 小島多美子   | 内山まな     | 岡迫亘弘          |
| 第108話（第7話）   | 5月17日           | やさしいらむりん                                  | 柳川茂     | 横山広行     | 横山広行     | 岡迫亘弘          |
| 第109話（第8話）   | 5月24日           | 走れ！きかんしゃ                                  | 三浦浩児   | 横山広行     | 横山広行     | 高鉾誠            |
| 第110話（第9話）   | 5月31日           | すてきなことば                                    | 青木由香   | 小島多美子   | 内山まな     | 志村隆行          |
| 第111話（第10話）  | 6月7日            | おてつだいでおいしいね                            | 静谷伊佐夫 | あずま幸和   | 西瑛子       | 岡迫亘弘          |
| 第112話（第11話）  | 6月14日           | 雨はどこから？                                    | 岸間信明   | しぎのあきら | 雄谷将仁     | 岡迫亘弘          |
| 第113話（第12話）  | 6月21日           | わざとじゃないよ！                                | 久島一仁   | 小島多美子   | 佐土原武之   | 高鉾誠            |
| 第114話（第13話）  | 6月28日           | まもれ！ 友情のステッキ                           | 青木由香   | しぎのあきら | 内山まな     | 志村隆行          |
| 第115話（第14話）  | 7月5日            | ナントナントヤムヤム                              | 谷登志雄   | 西瑛子       | 西瑛子       | 岡迫亘弘          |
| 第116話（第15話）  | 7月19日           | あかい海                                          | 静谷伊佐夫 | 横山広行     | 横山広行     | 高鉾誠            |
| 第117話（第16話）  | 7月26日           | 花火のプレゼント                                  | 友永コリエ | しぎのあきら | 内山まな     | 志村隆行          |
| 第118話（第17話）  | 8月2日            | がんばれカブちゃん                                | 久島一仁   | 西瑛子       | 西瑛子       | 岡迫亘弘          |
| 第119話（第18話）  | 8月9日            | 海のぼうけん                                      | 岸間信明   | 雄谷将仁     | 雄谷将仁     | 高鉾誠            |
| 第120話（第19話）  | 8月16日           | いっぱい欲しい！                                  | 青木由香   | 西瑛子       | 西瑛子       | 岡迫亘弘          |
| 第121話（第20話）  | 8月23日           | あこがれのシティ！                                | 谷登志雄   | しぎのあきら | 内山まな     | 志村隆行          |
| 第122話（第21話）  | 8月30日           | おいしくなぁれ                                    | 三浦浩児   | 横山広行     | 佐土原武之   | 岡迫亘弘          |
| 第123話（第22話）  | 9月6日            | さいごまでがんばろう！                            | 柳川茂     | 横山広行     | 横山広行     | 岡迫亘弘          |
| 第124話（第23話）  | 9月13日           | おしゃべり!? ののちゃん                           | 三浦浩児   | 横山広行     | 横山広行     | 高鉾誠            |
| 第125話（第24話）  | 9月20日           | やくそくしたよ                                    | 静谷伊佐夫 | 横山広行     | 横山広行     | 岡迫亘弘          |
| 第126話（第25話）  | 9月27日           | 秋のかくれんぼ                                    | 久島一仁   | しぎのあきら | 内山まな     | 岡迫亘弘          |
| 第127話（第26話）  | 10月4日           | ワクワク運動会                                    | 岸間信明   | あずま幸和   | 西瑛子       | 志村隆行          |
| 第128話（第27話）  | 10月11日          | 隊長にまかせろ！                                  | 谷登志雄   | 小島多美子   | 佐土原武之   | アベ正己          |
| 第129話（第28話）  | 10月18日          | 引っぱれ！ おイモ                                 | 青木由香   | 雄谷将仁     | 雄谷将仁     | 岡迫亘弘          |
| 第130話（第29話）  | 10月25日          | はなちゃんのたからもの                            | 柳川茂     | 西瑛子       | 西瑛子       | 岡迫亘弘          |
| 第131話（第30話）  | 11月1日           | みんなでうたおう！                                | 友永コリエ | しぎのあきら | 内山まな     | 志村隆行          |
| 第132話（第31話）  | 11月8日           | みみりんのドレス                                  | 青木由香   | 横山広行     | 横山広行     | 岡迫亘弘          |
| 第133話（第32話）  | 11月15日          | ぼっくり山の王子様                                | 谷登志雄   | 横山広行     | 横山広行     | 高鉾誠            |
| 第134話（第33話）  | 11月22日          | おやすみ、カメポン                                | 久島一仁   | 西瑛子       | 西瑛子       | 岡迫亘弘          |
| 第135話（第34話）  | 11月29日          | ぼくってたいせつ？                                | 柳川茂     | しぎのあきら | 内山まな     | 志村隆行          |
| 第136話（第35話）  | 12月6日           | ふしぎなハガキ                                    | 静谷伊佐夫 | 森田浩光     | 佐土原武之   | 高鉾誠            |
| 第137話（第36話）  | 12月13日          | ケンカはやめて                                    | 三浦浩児   | 小島多美子   | 雄谷将仁     | アベ正己          |
| 第138話（第37話）  | 12月20日          | ふしぎな雪の日                                    | 岸間信明   | 横山広行     | 横山広行     | 岡迫亘弘          |
| 第139話（第38話）  | 12月27日          | キャプテンキャットの宝物                          | 静谷伊佐夫 | しぎのあきら | しぎのあきら | 岡迫亘弘 志村隆行 |
| 第140話（第39話）  | 2011年 1月10日    | お年玉リクエスト & ディレクターズカットスペシャル | -          | -            | -            | -                 |
| 第141話（第40話）  | 1月17日           | そらまであがれ！                                  | 友永コリエ | 横山広行     | 横山広行     | 高鉾誠            |
| 第142話（第41話）  | 1月24日           | げんき忍法かぜ退治                                | 久島一仁   | 森田浩光     | 西瑛子       | 志村隆行          |
| 第143話（第42話）  | 1月31日           | はなちゃんのともだち                              | 青木由香   | 小島多美子   | 内山まな     | 岡迫亘弘          |
| 第144話（第43話）  | 2月7日            | くらやみでどっきり！                              | 柳川茂     | 佐土原武之   | 佐土原武之   | 高鉾誠            |
| 第145話（第44話）  | 2月14日           | 雪のひみつ                                        | 久島一仁   | しぎのあきら | 雄谷将仁     | アベ正己          |
| 第146話（第45話）  | 2月21日           | おいしいパンでパンパカパーン！                    | 三浦浩児   | 小島多美子   | 西瑛子       | 岡迫亘弘          |
| 第147話（第46話）  | 2月28日           | 友情を取りもどせ！                                | 青木由香   | しぎのあきら | 内山まな     | 志村隆行          |
| 第148話（第47話）  | 3月7日            | りゅうぐうじょうを守れ！                          | 岸間信明   | 横山広行     | 横山広行     | 岡迫亘弘          |
| 第149話（第48話）  | 3月14日           | ちいさくなっちゃった！                            | 静谷伊佐夫 | 横山広行     | 横山広行     | 高鉾誠            |
| 第150話（第49話）  | 3月21日           | かあちゃんへのメッセージ                          | 谷登志雄   | 西瑛子       | 西瑛子       | 志村隆行          |
| 第151話（第50話）  | 3月28日           | タンポポの旅だち                                  | 友永コリエ | 森田浩光     | 内山まな     | 岡迫亘弘          |

- 2010年7月12日は『2010 FIFAワールドカップ大会ハイライト』放送のため休止。

## 2011年度（しまじろう ヘソカ）
| 話数（ヘソカ話数） | 放送日 （制作局） | サブタイトル                       | 脚本       | 絵コンテ     | 演出         | 作画監督          |
| ------------------ | ----------------- | ---------------------------------- | ---------- | ------------ | ------------ | ----------------- |
| 第152話（第51話）  | 2011年 4月4日     | ちゃれんじ園のなかま               | 岸間信明   | しぎのあきら | 西瑛子       | 志村隆行          |
| 第153話（第52話）  | 4月11日           | いちにちおかあさん                 | 谷登志雄   | 小島多美子   | 内山まな     | 岡迫亘弘          |
| 第154話（第53話）  | 4月18日           | しまじろうがふたり？               | 静谷伊佐夫 | 横山広行     | 横山広行     | 高鉾誠            |
| 第155話（第54話）  | 4月25日           | 森であそぼう                       | 三浦浩児   | 横山広行     | 横山広行     | 岡迫亘弘          |
| 第156話（第55話）  | 5月2日            | みんなのこいのぼり                 | 友永コリエ | しぎのあきら | 内山まな     | 志村隆行          |
| 第157話（第56話）  | 5月9日            | ひかりのめじるし                   | 青木由香   | 森田浩光     | 西瑛子       | 岡迫亘弘          |
| 第158話（第57話）  | 5月16日           | ちゃれんじえん運動会               | 久島一仁   | しぎのあきら | 佐土原武之   | はしもとかつみ    |
| 第159話（第58話）  | 5月23日           | たいけつ！ お店やさんごっこ        | 三浦浩児   | 横山広行     | 土屋康郎     | 高鉾誠            |
| 第160話（第59話）  | 5月30日           | きえたデコサン号                   | 柳川茂     | 小島多美子   | 内山まな     | 岡迫亘弘          |
| 第161話（第60話）  | 6月6日            | あめ、あめ、ふれふれ               | 岸間信明   | 西瑛子       | 西瑛子       | 志村隆行          |
| 第162話（第61話）  | 6月13日           | こわれたくるま                     | 友永コリエ | 横山広行     | 横山広行     | はしもとかつみ    |
| 第163話（第62話）  | 6月20日           | ぼくにもできること                 | 岸間信明   | 横山広行     | 横山広行     | 高鉾誠            |
| 第164話（第63話）  | 6月27日           | ドキドキ！ 夜のちゃれんじ園        | 青木由香   | 小島多美子   | 内山まな     | 岡迫亘弘          |
| 第165話（第64話）  | 7月4日            | たなばたのねがいごと               | 岸間信明   | しぎのあきら | 西瑛子       | 志村隆行          |
| 第166話（第65話）  | 7月11日           | マークがいっぱい！                 | 谷登志雄   | しぎのあきら | 土屋康郎     | 高鉾誠            |
| 第167話（第66話）  | 7月18日           | はじめてのプール                   | 三浦浩児   | 森田浩光     | 雄谷将仁     | はしもとかつみ    |
| 第168話（第67話）  | 7月25日           | 宝のどうくつ                       | 青木由香   | 香川豊       | 内山まな     | 志村隆行          |
| 第169話（第68話）  | 8月1日            | はなちゃんのカブタン               | 柳川茂     | 西瑛子       | 西瑛子       | 岡迫亘弘          |
| 第170話（第69話）  | 8月8日            | クーラーロボでク〜ラクラ           | 静谷伊佐夫 | 横山広行     | 横山広行     | はしもとかつみ    |
| 第171話（第70話）  | 8月15日           | ぼくたちソックリ？                 | 久島一仁   | 横山広行     | 横山広行     | 高鉾誠            |
| 第172話（第71話）  | 8月22日           | ちゃれんじ園の宇宙人               | 静谷伊佐夫 | しぎのあきら | 内山まな     | 岡迫亘弘          |
| 第173話（第72話）  | 8月28日           | 勇者？ ぽんたろう                  | 青木由香   | しぎのあきら | 西瑛子       | 志村隆行          |
| 第174話（第73話）  | 9月5日            | げんき大さくせん！                 | 柳川茂     | 小島多美子   | 土屋康郎     | 高鉾誠            |
| 第175話（第74話）  | 9月12日           | おしえて！ おばあちゃん            | 三浦浩児   | 森田浩光     | 雄谷将仁     | はしもとかつみ    |
| 第176話（第75話）  | 9月19日           | ないしょのやくそく                 | 久島一仁   | 西瑛子       | 西瑛子       | 志村隆行          |
| 第177話（第76話）  | 9月26日           | うれしい!? はんぶんこ              | 友永コリエ | 森田浩光     | 内山まな     | 志村隆行          |
| 第178話（第77話）  | 10月3日           | はなちゃんの金メダル               | 岸間信明   | 横山広行     | 横山広行     | 高鉾誠            |
| 第179話（第78話）  | 10月10日          | おにいちゃんと走ろう！             | 青木由香   | 横山広行     | 横山広行     | はしもとかつみ    |
| 第180話（第79話）  | 10月17日          | ほれほれ！ オモチャ畑              | 三浦浩児   | しぎのあきら | 内山まな     | 岡迫亘弘          |
| 第181話（第80話）  | 10月24日          | ぞうたのひみつきち                 | 静谷伊佐夫 | 西瑛子       | 西瑛子       | 志村隆行          |
| 第182話（第81話）  | 10月31日          | いがぐり山でクリひろい             | 谷登志雄   | しぎのあきら | 土屋康郎     | 高鉾誠            |
| 第183話（第82話）  | 11月7日           | ちらかしジャングル                 | 静谷伊佐夫 | しぎのあきら | 雄谷将仁     | はしもとかつみ    |
| 第184話（第83話）  | 11月14日          | 手と手をつないで                   | 岸間信明   | しぎのあきら | 内山まな     | 志村隆行          |
| 第185話（第84話）  | 11月21日          | じゅんびはできた？                 | 久島一仁   | 西瑛子       | 西瑛子       | 岡迫亘弘          |
| 第186話（第85話）  | 11月28日          | まるいの、なーんだ？               | 友永コリエ | 横山広行     | 横山広行     | 高鉾誠            |
| 第187話（第86話）  | 12月5日           | イライラ虫とカリカリ虫             | 柳川茂     | 横山広行     | 横山広行     | はしもとかつみ    |
| 第188話（第87話）  | 12月12日          | しまじろうの家出                   | 青木由香   | しぎのあきら | 土屋康郎     | はしもとかつみ    |
| 第189話（第88話）  | 12月19日          | しあわせのプレゼント               | 谷登志雄   | しぎのあきら | しぎのあきら | 岡迫亘弘 志村隆行 |
| 第190話（第89話）  | 12月26日          | うた・ダンスリクエストスペシャル！ | -          | -            | -            | -                 |
| 第191話（第90話）  | 2012年 1月9日     | おもちを食べてブ〜クブク           | 岸間信明   | しぎのあきら | 佐土原武之   | はしもとかつみ    |
| 第192話（第91話）  | 1月16日           | おかしなルール                     | 青木由香   | しぎのあきら | 内山まな     | 岡迫亘弘          |
| 第193話（第92話）  | 1月23日           | ふわふわなのにカッチカチ！         | 青木由香   | しぎのあきら | 内山まな     | 岡迫亘弘          |
| 第194話（第93話）  | 1月30日           | 寒くなんかないぞう                 | 三浦浩児   | 横山広行     | 横山広行     | 高鉾誠            |
| 第195話（第94話）  | 2月6日            | かぜにまけるな！                   | 三浦浩児   | 横山広行     | 横山広行     | はしもとかつみ    |
| 第196話（第95話）  | 2月13日           | ポカポカだいさくせん！             | 柳川茂     | 西瑛子       | 西瑛子       | 岡迫亘弘          |
| 第197話（第96話）  | 2月20日           | みんなでぴょんぴょん！             | 久島一仁   | しぎのあきら | 内山まな     | 志村隆行          |
| 第198話（第97話）  | 2月27日           | ぼくらのおひな様                   | 谷登志雄   | しぎのあきら | 土屋康郎     | 高鉾誠            |
| 第199話（第98話）  | 3月5日            | アリの巣だいぼうけん               | 友永コリエ | しぎのあきら | 横山広行     | はしもとかつみ    |
| 第200話（第99話）  | 3月12日           | 大きくなったらどんな人？           | 谷登志雄   | しぎのあきら | 内山まな     | 岡迫亘弘          |
| 第201話（第100話） | 3月19日           | およげ！ メダカくん                | 岸間信明   | 西瑛子       | 西瑛子       | 志村隆行          |
| 第202話（第101話） | 3月26日           | さよなららむりん                   | 岸間信明   | しぎのあきら | しぎのあきら | 岡迫亘弘 志村隆行 |

## 2012年度（しまじろうのわお！）
| 話数（わお！ 話数） | 放送日 （制作局） | サブタイトル                  | 脚本         | 絵コンテ   | 演出   | CGチーフ   |
| ------------------- | ----------------- | ----------------------------- | ------------ | ---------- | ------ | ---------- |
| 第203話（第1話）    | 2012年 4月2日     | ぼうけん！ ちゃれんじじま     | 岸間信明     | 川又浩     | 川又浩 |            |
| 第204話（第2話）    | 4月9日            | あのこはだれ？                | 岸間信明     | こだま兼嗣 | 川又浩 |            |
| 第205話（第3話)     | 4月16日           | ようせいみつけた？            | 谷登志雄     | こだま兼嗣 | 川又浩 |            |
| 第206話（第4話）    | 4月23日           | おかあさんとぼく              | 静谷伊佐夫   | こだま兼嗣 | 川又浩 |            |
| 第207話（第5話）    | 4月30日           | にゃっきいのゆうき            | 三浦浩児     | こだま兼嗣 | 川又浩 |            |
| 第208話（第6話）    | 5月7日            | ことりさんいかないで          | 友永コリエ   | こだま兼嗣 | 川又浩 |            |
| 第209話（第7話）    | 5月14日           | かげのふしぎ                  | 岸間信明     | こだま兼嗣 | 川又浩 |            |
| 第210話（第8話)     | 5月21日           | ないたおかあさん              | 岸間信明     | こだま兼嗣 | 川又浩 |            |
| 第211話（第9話）    | 5月28日           | みんないきている              | 柳川茂       | こだま兼嗣 | 川又浩 |            |
| 第212話（第10話）   | 6月4日            | おうちピクニック              | 久島一仁     | こだま兼嗣 | 川又浩 | 杉本裕紀   |
| 第213話（第11話）   | 6月11日           | おかしなスプーン              | 青木由香     | こだま兼嗣 | 川又浩 | 長谷川哲也 |
| 第214話（第12話）   | 6月18日           | ひみつきちのひみつ            | 静谷伊佐夫   | こだま兼嗣 | 川又浩 | 杉本裕紀   |
| 第215話（第13話）   | 6月25日           | ぽんたろうおとなになる!?      | 谷登志雄     | こだま兼嗣 | 川又浩 | 長谷川哲也 |
| 第216話（第14話）   | 7月2日            | ガオガオさんのうちゅうぐつ    |              | こだま兼嗣 |        |            |
| 第217話（第15話）   | 7月9日            | はなちゃんバスしゅっぱつ      |              | こだま兼嗣 |        |            |
| 第218話（第16話）   | 7月16日           | ワクワク！ しおひがり         |              | こだま兼嗣 |        |            |
| 第219話（第17話）   | 7月23日           | にゃっきいのひみつ            |              | こだま兼嗣 |        |            |
| 第220話（第18話）   | 7月30日           | がんばれこうま                |              | こだま兼嗣 |        |            |
| 第221話（第19話）   | 8月6日            | とべ！ ききゅうのだいぼうけん | 三浦浩児     | こだま兼嗣 | 川又浩 | 長谷川哲也 |
| 第222話（第20話）   | 8月13日           | むじんとうへいってきます！    | 岸間信明     | こだま兼嗣 | 川又浩 | 杉本裕紀   |
| 第223話（第21話）   | 8月20日           | どっちがほんもの!?            | 久島一仁     | こだま兼嗣 | 川又浩 | 長谷川哲也 |
| 第224話（第22話）   | 8月27日           | ひとりぼっちのなつやすみ      | 静谷伊佐夫   | こだま兼嗣 | 川又浩 | 杉本裕紀   |
| 第225話（第23話）   | 9月3日            | なかなおりだいさくせん        | 静谷伊佐夫   | こだま兼嗣 | 川又浩 | 長谷川哲也 |
| 第226話（第24話）   | 9月10日           | ニュースをさがせ              | 青木由香     | こだま兼嗣 | 川又浩 | 杉本裕紀   |
| 第227話（第25話）   | 9月17日           | おばあちゃんのちえぶくろ      | 谷登志雄     | こだま兼嗣 | 川又浩 | 長谷川哲也 |
| 第228話（第26話）   | 9月24日           | もしもしそうだんしつ          | 柳川茂       | こだま兼嗣 | 川又浩 | 杉本裕紀   |
| 第229話（第27話）   | 10月1日           | ドキドキもりのふしぎ (前編)   |              | こだま兼嗣 |        |            |
| 第230話（第28話）   | 10月8日           | ドキドキもりのふしぎ (後編)   |              | こだま兼嗣 |        |            |
| 第231話（第29話）   | 10月15日          | とりっぴいのたからもの        | 友永コリエ   | こだま兼嗣 | 川又浩 |            |
| 第232話（第30話）   | 10月22日          | あわあわ！ てづくりせっけん   | 三浦浩児     | こだま兼嗣 | 川又浩 |            |
| 第233話（第31話）   | 10月29日          | もこもこきのこ                | 谷登志雄     | こだま兼嗣 | 川又浩 |            |
| 第234話（第32話）   | 11月5日           | みみりんのはなのたね          | 柳川茂       | こだま兼嗣 | 川又浩 | 杉本裕紀   |
| 第235話（第33話）   | 11月12日          | かぜのちから                  | 久島一仁     | こだま兼嗣 | 川又浩 | 長谷川哲也 |
| 第236話（第34話）   | 11月19日          | ひつじいのしごと              | 青木由香     | こだま兼嗣 | 川又浩 | 杉本裕紀   |
| 第237話（第35話）   | 11月26日          | かんたとのしのし              | 静谷伊佐夫   | こだま兼嗣 | 川又浩 | 長谷川哲也 |
| 第238話（第36話）   | 12月3日           | はなちゃんのポシェット        | 青木由香     | こだま兼嗣 | 川又浩 | 杉本裕紀   |
| 第239話（第37話）   | 12月10日          | ひとりドッジボール            | 静谷伊佐夫   | こだま兼嗣 | 川又浩 | 長谷川哲也 |
| 第240話（第38話）   | 12月17日          | おれたクリスマスツリー        | 岸間信明     | こだま兼嗣 | 川又浩 | 杉本裕紀   |
| 第241話（第39話）   | 12月24日          | びっくりクリスマス            | 谷登志雄     | こだま兼嗣 | 川又浩 | 長谷川哲也 |
| 第242話（第40話）   | 2013年 1月7日     | たこたこあがれ                | 岸間信明     | こだま兼嗣 | 川又浩 | 杉本裕紀   |
| 第243話（第41話）   | 1月14日           | おれいのきもち                | 三浦浩児     | こだま兼嗣 | 川又浩 | 長谷川哲也 |
| 第244話（第42話）   | 1月21日           | みみりんのともだち            | 青木由香     | こだま兼嗣 | 川又浩 | 杉本裕紀   |
| 第245話（第43話）   | 1月28日           | やさしいおに                  | 友永コリエ   | こだま兼嗣 | 川又浩 | 長谷川哲也 |
| 第246話（第44話）   | 2月4日            | いいところみつけた！          | 岸間信明     | こだま兼嗣 | 川又浩 | 杉本裕紀   |
| 第247話（第45話）   | 2月11日           | ともだちロボット              | しぎのあきら | こだま兼嗣 | 川又浩 | 長谷川哲也 |
| 第248話（第46話）   | 2月18日           | ととりりぴぴと ゆきだるま     | 谷登志雄     | こだま兼嗣 | 川又浩 | 杉本裕紀   |
| 第249話（第47話）   | 2月25日           | かせきを さがせ               | 柳川茂       | こだま兼嗣 | 川又浩 | 長谷川哲也 |
| 第250話（第48話）   | 3月4日            | ちいさな はなの おひめさま    | 三浦浩児     | こだま兼嗣 | 川又浩 | 杉本裕紀   |
| 第251話（第49話）   | 3月11日           | よみがえれ！ みんなのさくら   | 岸間信明     | こだま兼嗣 | 川又浩 | 長谷川哲也 |
| 第252話（第50話）   | 3月18日           | げんきの ゆうびんきょく       | 友永コリエ   | こだま兼嗣 | 川又浩 | 杉本裕紀   |
| 第253話（第51話）   | 3月25日           | めいたんてい ぽんたろう       | 静谷伊佐夫   | こだま兼嗣 | 川又浩 | 長谷川哲也 |

## 2013年度（しまじろうのわお！）
| 話数（わお！ 話数） | 放送日 （制作局） | サブタイトル                   | 脚本     | 絵コンテ     | 演出       | CGチーフ |
| ------------------- | ----------------- | ------------------------------ | -------- | ------------ | ---------- | -------- |
| 第254話（第52話）   | 2013年 4月1日     | しまじろう ウソをつく          | 山田隆司 | こだま兼嗣   | 仲野良     | 佐藤智之 |
| 第255話（第53話）   | 4月8日            | ぼく、ワイルドになる！         | 山田隆司 | こだま兼嗣   | 川又浩     | 杉本裕紀 |
| 第256話（第54話）   | 4月15日           | はじめての わすれもの          | 谷登志雄 | こだま兼嗣   | 川又浩     | 杉本裕紀 |
| 第257話（第55話）   | 4月22日           | カラスなんか だいきらい        | 青木由香 | こだま兼嗣   | 川又浩     | 杉本裕紀 |
| 第258話（第56話）   | 4月29日           | あしたは たんじょうび          | 三浦浩児 | こだま兼嗣   | 仲野良     | 佐藤智之 |
| 第259話（第57話）   | 5月6日            | おかあさん やーめた            | 山田隆司 | こだま兼嗣   | 仲野良     | 佐藤智之 |
| 第260話（第58話)    | 5月13日           | おそろいで なかよし？          | 青木由香 | こだま兼嗣   | 川又浩     | 杉本裕紀 |
| 第261話（第59話）   | 5月20日           | おにいちゃんは つらいな        | 三浦浩児 | こだま兼嗣   | 川又浩     | 杉本裕紀 |
| 第262話（第60話）   | 5月27日           | はなちゃんの おねえちゃん!?    | 山田隆司 | こだま兼嗣   | 川又浩     | 佐藤智之 |
| 第263話（第61話）   | 6月3日            | ハロー、みみりん！             | 谷登志雄 | こだま兼嗣   | 川又浩     | 佐藤智之 |
| 第264話（第62話）   | 6月10日           | おとうさん かっこわるい!?      | 山田隆司 | こだま兼嗣   | 仲野良     | 杉本裕紀 |
| 第265話（第63話）   | 6月17日           | えがおの かみひこうき          | 青木由香 | こだま兼嗣   | 仲野良     | 杉本裕紀 |
| 第266話（第64話）   | 6月24日           | あめ だいすき！                | 三浦浩児 | こだま兼嗣   | 川又浩     | 佐藤智之 |
| 第267話（第65話）   | 7月1日            | あこがれの おうじさま          | 谷登志雄 | こだま兼嗣   | 川又浩     | 佐藤智之 |
| 第268話（第66話）   | 7月8日            | プールに チャレンジ！          | 青木由香 | こだま兼嗣   | 仲野良     | 杉本裕紀 |
| 第269話（第67話）   | 7月15日           | おまつりの ヒーロー            | 三浦浩児 | こだま兼嗣   | 仲野良     | 杉本裕紀 |
| 第270話（第68話）   | 7月22日           | がんばれ たあたん！            | 谷登志雄 | こだま兼嗣   | 川又浩     | 佐藤智之 |
| 第271話（第69話）   | 7月29日           | キャンプで わお！              | 山田隆司 | こだま兼嗣   | 仲野良     | 佐藤智之 |
| 第272話（第70話）   | 8月5日            | だれが リーダー？              | 山田隆司 | こだま兼嗣   | 仲野良     | 杉本裕紀 |
| 第273話（第71話）   | 8月12日           | しましまが いっぱい！          | 谷登志雄 | こだま兼嗣   | 川又浩     | 杉本裕紀 |
| 第274話（第72話）   | 8月19日           | くらやみの かいぶつ?           | 三浦浩児 | こだま兼嗣   | 川又浩     | 佐藤智之 |
| 第275話（第73話）   | 8月26日           | おとなの はなし きいちゃった！ | 山田隆司 | こだま兼嗣   | 仲野良     | 佐藤智之 |
| 第276話（第74話）   | 9月2日            | なつやすみの おもいで          | 青木由香 | こだま兼嗣   | 川又浩     | 杉本裕紀 |
| 第277話（第75話）   | 9月9日            | おばあちゃんと いっしょ        | 青木由香 | こだま兼嗣   | 仲野良     | 杉本裕紀 |
| 第278話（第76話）   | 9月16日           | きりんたの ヒーロー            | 三浦浩児 | こだま兼嗣   | 仲野良     | 佐藤智之 |
| 第279話（第77話）   | 9月23日           | ぼく、なかないもん             | 山田隆司 | こだま兼嗣   | 川又浩     | 佐藤智之 |
| 第280話（第78話）   | 9月30日           | おとまりなのだ！               | 谷登志雄 | こだま兼嗣   | 川又浩     | 杉本裕紀 |
| 第281話（第79話）   | 10月7日           | とべ！ みみりん                | 谷登志雄 | こだま兼嗣   | 仲野良     | 杉本裕紀 |
| 第282話（第80話）   | 10月14日          | あったかおてがみ だいさくせん  | 山田隆司 | こだま兼嗣   | 下田竜太郎 | 佐藤智之 |
| 第283話（第81話）   | 10月21日          | ちいさな おんがえし            | 青木由香 | こだま兼嗣   | 仲野良     | 佐藤智之 |
| 第284話（第82話）   | 10月28日          | ほれほれ！ とうちゃん          | 三浦浩児 | こだま兼嗣   | 下田竜太郎 | 杉本裕紀 |
| 第285話（第83話）   | 11月4日           | しゃぼんだま、とんだ？         | 青木由香 | こだま兼嗣   | 仲野良     | 杉本裕紀 |
| 第286話（第84話）   | 11月11日          | はじめての おつかい            | 山田隆司 | こだま兼嗣   | 仲野良     | 佐藤智之 |
| 第287話（第85話）   | 11月18日          | ふたりの おひめさま            | 谷登志雄 | こだま兼嗣   | ヒロ高島   | 佐藤智之 |
| 第288話（第86話）   | 11月25日          | よわ虫 なき虫 おこり虫         | 山本優   | 矢吹勉       | 矢吹勉     | -        |
| 第289話（第87話）   | 12月2日           | ひまわりマン                   | 谷登志雄 | 粟井重紀     | 粟井重紀   | -        |
| 第290話（第88話）   | 12月9日           | カエルになったしまじろう       | 久島一仁 | 鈴木吉男     | 鈴木吉男   | -        |
| 第291話（第89話）   | 12月16日          | ぼくってたいせつ？             | 柳川茂   | しぎのあきら | 内山まな   | -        |
| 第292話（第90話）   | 12月23日          | サンタさんに あいたい！        | 三浦浩児 | こだま兼嗣   | 仲野良     | 佐藤智之 |
| 第293話（第91話）   | 2014年 1月6日     | ビッグな カルタたいかい        | 谷登志雄 | こだま兼嗣   | ヒロ高島   | 佐藤智之 |
| 第294話（第92話）   | 1月13日           | ロケットに なりたい            | 山田隆司 | こだま兼嗣   | 仲野良     | 杉本裕紀 |
| 第295話（第93話）   | 1月20日           | でんしゃで だいぼうけん        | 青木由香 | こだま兼嗣   | ヒロ高島   | 杉本裕紀 |
| 第296話（第94話）   | 1月27日           | はなちゃんと ゆきうさぎ        | 三浦浩児 | こだま兼嗣   | 下田竜太郎 | 佐藤智之 |
| 第297話（第95話）   | 2月3日            | おにをすくえ！                 | 三浦浩児 | こだま兼嗣   | 仲野良     | 佐藤智之 |
| 第298話（第96話）   | 2月10日           | ガオガオさんの せんせい        | 山田隆司 | こだま兼嗣   | ヒロ高島   | 杉本裕紀 |
| 第299話（第97話）   | 2月17日           | てがみで ハッピー？            | 谷登志雄 | こだま兼嗣   | 仲野良     | 杉本裕紀 |
| 第300話（第98話）   | 2月24日           | ぼくを えいがに つれてって！   | 青木由香 | こだま兼嗣   | 下田竜太郎 | 佐藤智之 |
| 第301話（第99話）   | 3月3日            | しまりんと とりりん            | 山田隆司 | こだま兼嗣   | ヒロ高島   | 佐藤智之 |
| 第302話（第100話)   | 3月10日           | ママなんて だいきらい！        | 三浦浩児 | こだま兼嗣   | 下田竜太郎 | 杉本裕紀 |
| 第303話（第101話）  | 3月17日           | いちばんの おもいで            | 三浦浩児 | こだま兼嗣   | 仲野良     | 杉本裕紀 |
| 第304話（第102話）  | 3月24日           | おはなみなのだ！               | 谷登志雄 | こだま兼嗣   | ヒロ高島   | 佐藤智之 |
| 第305話（第103話）  | 3月31日           | よめたらいいな                 | 谷登志雄 | こだま兼嗣   | 下田竜太郎 | 佐藤智之 |

## 2014年度（しまじろうのわお！）
| 話数（わお！ 話数） | 放送日 （制作局） | サブタイトル                      | 脚本       | 絵コンテ   | 演出         | CGチーフ |
| ------------------- | ----------------- | --------------------------------- | ---------- | ---------- | ------------ | -------- |
| 第306話（第104話）  | 2014年 4月7日     | ぼくの いちにち                   | 山田隆司   | こだま兼嗣 | 大賀まこと   | 杉本裕紀 |
| 第307話（第105話）  | 4月14日           | ちゃれんじえんの おみせやさん     | 青木由香   | こだま兼嗣 | 大賀まこと   | 杉本裕紀 |
| 第308話（第106話）  | 4月21日           | みみりんの やさしさ               | 山田隆司   | 仲野良     | 仲野良       | 佐藤智之 |
| 第309話（第107話）  | 4月28日           | しゃぼんだま、とばそう！          | 谷登志雄   | こだま兼嗣 | ヒロ高島     | 佐藤智之 |
| 第310話（第108話）  | 5月5日            | ぼくの たんじょうび               | 山田隆司   | こだま兼嗣 | 仲野良       | 杉本裕紀 |
| 第311話（第109話）  | 5月12日           | うみは いきている                 | 三浦浩児   | こだま兼嗣 | 下田竜太郎   | 杉本裕紀 |
| 第312話（第110話）  | 5月19日           | おにいさまなのだ！                | 谷登志雄   | こだま兼嗣 | 仲野良       | 佐藤智之 |
| 第313話（第111話）  | 5月26日           | ぺこりんのおねがい                | 青木由香   | こだま兼嗣 | ヒロ高島     | 佐藤智之 |
| 第314話（第112話）  | 6月2日            | ドキドキ！ はいしゃさん           | 三浦浩児   | こだま兼嗣 | 仲野良       | 杉本裕紀 |
| 第315話（第113話）  | 6月9日            | おとうさん、 あやしい             | 谷登志雄   | こだま兼嗣 | 下田竜太郎   | 杉本裕紀 |
| 第316話（第114話）  | 6月16日           | もんたとサッカー                  | 青木由香   | こだま兼嗣 | 下田竜太郎   | 佐藤智之 |
| 第317話（第115話）  | 6月23日           | まぼろしの みずうみ               | 山田隆司   | こだま兼嗣 | ヒロ高島     | 佐藤智之 |
| 第318話（第116話）  | 6月30日           | おりがみなんて つまらない         | 三浦浩児   | こだま兼嗣 | ヒロ高島     | 杉本裕紀 |
| 第319話（第117話）  | 7月7日            | ねがいごとは ひとつだけ？         | 青木由香   | こだま兼嗣 | 下田竜太郎   | 杉本裕紀 |
| 第320話（第118話）  | 7月14日           | ドーナツは いかが？               | 三浦浩児   | こだま兼嗣 | 仲野良       | 佐藤智之 |
| 第321話（第119話）  | 7月21日           | プールごしごし！                  | 谷登志雄   | ヒロ高島   | ヒロ高島     | 佐藤智之 |
| 第322話（第120話）  | 7月28日           | ながーい のりまきを つくろう      | 山田隆司   | こだま兼嗣 | 下田竜太郎   | 杉本裕紀 |
| 第323話（第121話）  | 8月4日            | おもいでの さんぽみち             | 青木由香   | こだま兼嗣 | 仲野良       | 杉本裕紀 |
| 第324話（第122話）  | 8月11日           | ふしぎなたまを つかまえろ！ その1 | 三浦浩児   | こだま兼嗣 | 仲野良       | 佐藤智之 |
| 第325話（第123話）  | 8月18日           | ふしぎなたまを つかまえろ！ その2 | 青木由香   | こだま兼嗣 | 下田竜太郎   | 佐藤智之 |
| 第326話（第124話)   | 8月25日           | ふしぎなたまを つかまえろ！ その3 | 谷登志雄   | こだま兼嗣 | ヒロ高島     | 杉本裕紀 |
| 第327話（第125話）  | 9月1日            | たいせつな ものって？             | 三浦浩児   | 仲野良     | 仲野良       | 杉本裕紀 |
| 第328話（第126話)   | 9月8日            | ふしぎな クレヨン                 | 谷登志雄   | こだま兼嗣 | ヒロ高島     | 佐藤智之 |
| 第329話（第127話）  | 9月15日           | あったかおてがみ、だいさくせん    | 山田隆司   | こだま兼嗣 | 川又浩       | 佐藤智之 |
| 第330話（第128話）  | 9月22日           | しまじろうの ライバル!?           | 山田隆司   | こだま兼嗣 | 下田竜太郎   | 佐藤智之 |
| 第331話（第129話）  | 9月29日           | たまさまは ごきげんななめ         | 山田隆司   | こだま兼嗣 | 川又浩       | 杉本裕紀 |
| 第332話（第130話）  | 10月6日           | すてきな うんどうかい             | 青木由香   | ヒロ高島   | ヒロ高島     | 杉本裕紀 |
| 第333話（第131話）  | 10月13日          | オードリーを さがせ！             | 青木由香   | こだま兼嗣 | 仲野良       | 佐藤智之 |
| 第334話（第132話）  | 10月20日          | とりっぴい どっちなの？           | 山田隆司   | こだま兼嗣 | ヒロ高島     | 佐藤智之 |
| 第335話（第133話）  | 10月27日          | なぞの イモせんにん               | 谷登志雄   | こだま兼嗣 | ヒロ高島     | 杉本裕紀 |
| 第336話（第134話）  | 11月3日           | ひとりで できる！                 | 三浦浩児   | こだま兼嗣 | 仲野良       | 杉本裕紀 |
| 第337話（第135話）  | 11月10日          | たまさまと ガラスの くつ          | 三浦浩児   | こだま兼嗣 | 仲野良       | 佐藤智之 |
| 第338話（第136話）  | 11月17日          | どんぐりむらの むらおこし         | 谷登志雄   | こだま兼嗣 | ヒロ高島     | 佐藤智之 |
| 第339話（第137話）  | 11月24日          | しんかいの だいぼうけん           | 山田隆司   | こだま兼嗣 | ヒロ高島     | 杉本裕紀 |
| 第340話（第138話）  | 12月1日           | へんてこな とけい                 | 青木由香   | 仲野良     | 仲野良       | 杉本裕紀 |
| 第341話（第139話）  | 12月8日           | しんじる こころ                   | 三浦浩児   | ヒロ高島   | ヒロ高島     | 佐藤智之 |
| 第342話（第140話）  | 12月15日          | みみりんが おいしゃさん           | 青木由香   | こだま兼嗣 | 川又浩       | 佐藤智之 |
| 第343話（第141話）  | 12月22日          | くるみわりの おうじさま           | 谷登志雄   | こだま兼嗣 | ヒロ高島     | 杉本裕紀 |
| 第344話（第142話）  | 2015年 1月5日     | おとうさんと おしょうがつ         | 谷登志雄   | 仲野良     | 仲野良       | 杉本裕紀 |
| 第345話（第143話）  | 1月12日           | おれいのきもち                    | 三浦浩児   | こだま兼嗣 | しぎのあきら |          |
| 第346話（第144話）  | 1月19日           | あったか おんせんりょこう         | 山田隆司   | こだま兼嗣 | 仲野良       | 佐藤智之 |
| 第347話（第145話）  | 1月26日           | ととりりぴぴと ゆきだるま         | 谷登志雄   | こだま兼嗣 | しぎのあきら |          |
| 第348話（第146話）  | 2月2日            | オニさん コンテスト!?             | 青木由香   | ヒロ高島   | ヒロ高島     | 佐藤智之 |
| 第349話（第147話）  | 2月9日            | モテるおとこは つらいのだ         | 三浦浩児   | こだま兼嗣 | ヒロ高島     | 佐藤智之 |
| 第350話（第148話）  | 2月16日           | とりっぴいの たからもの           | 友永コリエ | こだま兼嗣 | 川又浩       |          |
| 第351話（第149話）  | 2月23日           | おとうさん、いや！？              | 三浦浩児   | こだま兼嗣 | 仲野良       | 佐藤智之 |
| 第352話（第150話）  | 3月2日            | あしたは なんのひ？               | 谷登志雄   | 仲野良     | 仲野良       | 佐藤智之 |
| 第353話（第151話）  | 3月9日            | とべ！ すすめ！ キボウごう！      | 山田隆司   | こだま兼嗣 | ヒロ高島     | 佐藤智之 |
| 第354話（第152話）  | 3月16日           | おにいちゃんの かわり             | 谷登志雄   | こだま兼嗣 | ヒロ高島     | 佐藤智之 |
| 第355話（第153話）  | 3月23日           | ふしぎな たんぽぽ                 | 青木由香   | 仲野良     | 仲野良       | 佐藤智之 |
| 第356話（第154話)   | 3月30日           | たのしい えんげいたいかい         | 三浦浩児   | ヒロ高島   | ヒロ高島     | 杉本裕紀 |

## 2015年度（しまじろうのわお！）
| 話数（わお！ 話数） | 放送日 （制作局） | サブタイトル                  | 脚本     | 絵コンテ   | 演出       | CGチーフ |
| ------------------- | ----------------- | ----------------------------- | -------- | ---------- | ---------- | -------- |
| 第357話（第155話）  | 2015年 4月4日     | おかあさんの チャレンジ       | 山田隆司 | こだま兼嗣 | 仲野良     | 杉本裕紀 |
| 第358話（第156話）  | 4月11日           | かんぺき!? かかりの おしごと  | 三浦浩児 | ヒロ高島   | ヒロ高島   | 佐藤智之 |
| 第359話（第157話）  | 4月18日           | とりっぴいの かえる ばしょ    | 青木由香 | こだま兼嗣 | 仲野良     | 佐藤智之 |
| 第360話（第158話）  | 4月25日           | ぼくの うまれた ひ            | 谷登志雄 | 仲野良     | 仲野良     | 杉本裕紀 |
| 第361話（第159話）  | 5月2日            | ビックリしおひがり            | 青木由香 | こだま兼嗣 | ヒロ高島   | 杉本裕紀 |
| 第362話（第160話）  | 5月9日            | おかあさん だいすき！         | 谷登志雄 | こだま兼嗣 | ヒロ高島   | 佐藤智之 |
| 第363話（第161話）  | 5月16日           | ぽんたろうと たまさぶろう     | 山田隆司 | こだま兼嗣 | 仲野良     | 佐藤智之 |
| 第364話（第162話）  | 5月23日           | ハナコの おかあさん           | 三浦浩児 | ヒロ高島   | ヒロ高島   | 杉本裕紀 |
| 第365話（第163話）  | 5月30日           | ドキドキもりの はなのこえ     | 青木由香 | こだま兼嗣 | 仲野良     | 杉本裕紀 |
| 第366話（第164話）  | 6月6日            | ひかれ！ ホタルごう           | 谷登志雄 | 仲野良     | 仲野良     | 佐藤智之 |
| 第367話（第165話）  | 6月13日           | ドキドキそわそわ！ ちちのひ   | 三浦浩児 | こだま兼嗣 | 川又浩     | 佐藤智之 |
| 第368話（第166話）  | 6月20日           | いただきますの こころ         | 谷登志雄 | こだま兼嗣 | 川又浩     | 杉本裕紀 |
| 第369話（第167話）  | 6月27日           | たいせつな カエルたん         | 山田隆司 | こだま兼嗣 | ヒロ高島   | 杉本裕紀 |
| 第370話（第168話）  | 7月4日            | おかあさんは チャレンジャー   | 青木由香 | こだま兼嗣 | 仲野良     | 佐藤智之 |
| 第371話（第169話）  | 7月11日           | プール、すき？ きらい？       | 山田隆司 | ヒロ高島   | ヒロ高島   | 佐藤智之 |
| 第372話（第170話）  | 7月18日           | ようこそ ちゃれんじじまへ     | 山田隆司 | こだま兼嗣 | 川又浩     | 杉本裕紀 |
| 第373話（第171話）  | 7月25日           | きりがしまへ ゴー！           | 山田隆司 | こだま兼嗣 | 川又浩     | 杉本裕紀 |
| 第374話（第172話）  | 8月1日            | にゃっきいの なやみごと       | 青木由香 | こだま兼嗣 | 仲野良     | 佐藤智之 |
| 第375話（第173話）  | 8月8日            | おおきいことは いいことなのだ | 三浦浩児 | こだま兼嗣 | ヒロ高島   | 佐藤智之 |
| 第376話（第174話）  | 8月15日           | なつやまの ぼうけん 前編      | 谷登志雄 | こだま兼嗣 | 川又浩     | 杉本裕紀 |
| 第377話（第175話）  | 8月22日           | なつやまの ぼうけん 後編      | 谷登志雄 | こだま兼嗣 | 川又浩     | 杉本裕紀 |
| 第378話（第176話）  | 8月29日           | なつやすみを とりもどせ！     | 三浦浩児 | こだま兼嗣 | 川又浩     | 佐藤智之 |
| 第379話（第177話）  | 9月5日            | しかこせんせいに あいたい     | 青木由香 | こだま兼嗣 | ヒロ高島   | 佐藤智之 |
| 第380話（第178話）  | 9月12日           | ぼく、なかないもん            | 山田隆司 | こだま兼嗣 | 川又浩     | 佐藤智之 |
| 第381話（第179話）  | 9月19日           | メイおばあさん ありがとう     | 青木由香 | こだま兼嗣 | 川又浩     | 竹野智史 |
| 第382話（第180話）  | 9月26日           | はしれ！パトカー              | 三浦浩児 | ヒロ高島   | ヒロ高島   | 杉本裕紀 |
| 第383話（第181話）  | 10月3日           | フレー！フレー！とりっぴい    | 谷登志雄 | こだま兼嗣 | 川又浩     | 杉本裕紀 |
| 第384話（第182話）  | 10月10日          | おにいたんには まけない！     | 山田隆司 | こだま兼嗣 | 川又浩     | 佐藤智之 |
| 第385話（第183話）  | 10月17日          | みつけた！ ラッキーどんぐり   | 三浦浩児 | こだま兼嗣 | ヒロ高島   | 佐藤智之 |
| 第386話（第184話）  | 10月24日          | おおきなイモを ほろう         | 山田隆司 | こだま兼嗣 | 川又浩     | 杉本裕紀 |
| 第387話（第185話）  | 10月31日          | ハロー！ ハロウィン           | 谷登志雄 | ヒロ高島   | ヒロ高島   | 杉本裕紀 |
| 第388話（第186話）  | 11月7日           | わくわく おにぎり             | 青木由香 | こだま兼嗣 | 川又浩     | 佐藤智之 |
| 第389話（第187話）  | 11月14日          | わたしたちの おしろ           | 青木由香 | こだま兼嗣 | ヒロ高島   | 佐藤智之 |
| 第390話（第188話）  | 11月21日          | すすめ！ ちゃれんじまる       | 三浦浩児 | こだま兼嗣 | 川又浩     | 杉本裕紀 |
| 第391話（第189話）  | 11月28日          | さいこうの コンビ             | 山田隆司 | こだま兼嗣 | ヒロ高島   | 杉本裕紀 |
| 第392話（第190話）  | 12月5日           | もりの ファッションショー     | 谷登志雄 | こだま兼嗣 | 川又浩     | 佐藤智之 |
| 第393話（第191話）  | 12月12日          | スーパー とうちゃん           | 谷登志雄 | こだま兼嗣 | ヒロ高島   | 佐藤智之 |
| 第394話（第192話）  | 12月19日          | サンタさん ありがとう！       | 山田隆司 | 川又浩     | 川又浩     | 杉本裕紀 |
| 第395話（第193話）  | 12月26日          | ぴかぴか！ おおそうじ         | 三浦浩児 | 田中里穂   | 田中里穂   | 杉本裕紀 |
| 第396話（第194話）  | 2016年 1月9日     | おとうさん、ふとったの？      | 青木由香 | ヒロ高島   | ヒロ高島   | 佐藤智之 |
| 第397話（第195話）  | 1月16日           | がんばれ！ にいすけくん       | 青木由香 | こだま兼嗣 | 川又浩     | 佐藤智之 |
| 第398話（第196話）  | 1月23日           | はなちゃんと ゆきうさぎ       | 三浦浩児 | こだま兼嗣 | 下田竜太郎 | 佐藤智之 |
| 第399話（第197話）  | 1月30日           | しまじろう おこる             | 青木由香 | こだま兼嗣 | ヒロ高島   | 杉本裕紀 |
| 第400話（第198話）  | 2月6日            | でんしゃで だいぼうけん       | 青木由香 | こだま兼嗣 | ヒロ高島   | 杉本裕紀 |
| 第401話（第199話）  | 2月13日           | ゆきおとこを さがせ！         | 三浦浩児 | こだま兼嗣 | 川又浩     | 佐藤智之 |
| 第402話（第200話）  | 2月20日           | およめさんは だれだ？         | 谷登志雄 | ヒロ高島   | ヒロ高島   | 佐藤智之 |
| 第403話（第201話）  | 2月27日           | はじめての おつかい           | 山田隆司 | こだま兼嗣 | 仲野良     | 佐藤智之 |
| 第404話（第202話）  | 3月5日            | えほんのなかへ ゴー！         | 山田隆司 | こだま兼嗣 | ヒロ高島   | 佐藤智之 |
| 第405話（第203話）  | 3月12日           | えいがを みよう！             |          |            |            |          |
| 第406話（第204話）  | 3月19日           | ずっと ずっと ともだちだよ    |          |            |            |          |
| 第407話（第205話）  | 3月26日           | きらきら ドライブ             |          |            |            |          |

## 2016年度（しまじろうのわお！）
| 話数（わお！ 話数） | 放送日 （制作局） | サブタイトル                    | 脚本     |
| ------------------- | ----------------- | ------------------------------- | -------- |
| 第408話（第206話）  | 2016年 4月2日     | はるは どこから？               |          |
| 第409話（第207話）  | 4月9日            | はなちゃんと しろたん           |          |
| 第410話（第208話）  | 4月16日           | みみりんと みかんひめ           |          |
| 第411話（第209話）  | 4月23日           | しずかな とりっぴい             |          |
| 第412話（第210話)   | 4月30日           | おかしな たんじょうび           |          |
| 第413話（第211話）  | 5月7日            | わくわく！ もりのスタンプラリー |          |
| 第414話（第212話）  | 5月14日           | だいすき！ リチャードさん       |          |
| 第415話（第213話）  | 5月21日           | タコは どうしたの？             |          |
| 第416話（第214話）  | 5月28日           | かせきを さがせ                 |          |
| 第417話（第215話）  | 6月4日            | たまさぶろうに ほほえみを       |          |
| 第418話（第216話）  | 6月11日           | でてこい！ ぽんつむり           |          |
| 第419話（第217話）  | 6月18日           | おねえたんが いい！             |          |
| 第420話（第218話）  | 6月25日           | おおきなもりの ちいさなせかい   | 三浦浩児 |
| 第421話（第219話）  | 7月2日            | プールは なにいろ？             |          |
| 第422話（第220話）  | 7月9日            | パパの ともだち                 |          |
| 第423話（第221話）  | 7月16日           | ひさしぶり プニたん             |          |
| 第424話（第222話）  | 7月23日           | ハーミーの おひっこし           | 谷登志雄 |
| 第425話（第223話）  | 7月30日           | ふしぎな ホタル                 | 山田隆司 |
| 第426話（第224話）  | 8月6日            | さいこうの なつやすみ           |          |
| 第427話（第225話）  | 8月13日           | なぞの ひみつばこ               | 三浦浩児 |
| 第428話（第226話）  | 8月20日           | げんきに ミーンミン！           | 谷登志雄 |
| 第429話（第227話）  | 8月27日           | あきらめない きもち             |          |
| 第430話（第228話）  | 9月3日            | あたらしい おともだち           | 山田隆司 |
| 第431話（第229話）  | 9月10日           | おかしな ケンカ                 | 青木由香 |
| 第432話（第230話）  | 9月17日           | かんたの ヒーローだいさくせん   | 三浦浩児 |
| 第433話（第231話）  | 9月24日           | くまっきいの てがみ             | 谷登志雄 |
| 第434話（第232話）  | 10月1日           | ドキドキ！もりのぼうけん        |          |
| 第435話（第233話）  | 10月8日           | ワクワク はくぶつかん           |          |
| 第436話（第234話）  | 10月15日          | はなちゃんが おかあさん？       |          |
| 第437話（第235話）  | 10月22日          | たのしい！おいしい！くりひろい  |          |
| 第438話（第236話）  | 10月29日          | つくろう！はなのコンテスト      |          |
| 第439話（第237話）  | 11月5日           | にゃっきいの ともだち           |          |
| 第440話（第238話）  | 11月12日          | ぽんたろう ちゃれんじえんへいく |          |
| 第441話（第239話）  | 11月19日          | いちばんの はたらきもの         |          |
| 第442話（第240話）  | 11月26日          | ともだちと もりのわお！         |          |
| 第443話（第241話）  | 12月3日           | かんたとのしのし                |          |
| 第444話（第242話）  | 12月10日          | しっぱいなんか こわくない       |          |
| 第445話（第243話）  | 12月17日          | スターに なりたい               |          |
| 第446話（第244話）  | 12月24日          | ぽんたろうの クリスマス         |          |
| 第447話（第245話）  | 2017年 1月7日     | すごろくで うんだめし           | 三浦浩児 |
| 第448話（第246話）  | 1月14日           | はなちゃん おとなになる         |          |
| 第449話（第247話）  | 1月21日           | はなちゃんと あかちゃん         |          |
| 第450話（第248話）  | 1月28日           | まけるな にゃっきい             |          |
| 第451話（第249話）  | 2月4日            | だいすき！ ゆきまつり           |          |
| 第452話（第250話）  | 2月11日           | ハッピー バレンタイン           |          |
| 第453話（第251話）  | 2月18日           | ほしって おもしろい             | 山田隆司 |
| 第454話（第252話）  | 2月25日           | くまっきいの おしごと           |          |
| 第455話（第253話）  | 3月4日            | わくわく みんなでえいがかん     |          |
| 第456話（第254話）  | 3月11日           | いちばん たいせつなもの         |          |
| 第457話（第255話）  | 3月18日           | ゆっくりに なあれ！             |          |
| 第458話（第256話）  | 3月25日           | はなちゃんの さくらだいついせき |          |

## 2017年度（しまじろうのわお！）
| 話数（わお！ 話数） | 放送日 （制作局） | サブタイトル                  |
| ------------------- | ----------------- | ----------------------------- |
| 第459話（第257話）  | 2017年 4月1日     | だいすき！ しかこせんせい     |
| 第460話（第258話）  | 4月8日            | となりで よかった             |
| 第461話（第259話）  | 4月15日           | かわるって むずかしい         |
| 第462話（第260話）  | 4月22日           | たのしい いちごがり！         |
| 第463話（第261話）  | 4月29日           | かたほうだけの くつ           |
| 第464話（第262話）  | 5月6日            | はなちゃんと こいのぼり       |
| 第465話（第263話）  | 5月13日           | かあちゃんの たからもの       |
| 第466話（第264話）  | 5月20日           | みみりんと コロリン           |
| 第467話（第265話）  | 5月27日           | キッチンの ようせい           |
| 第468話（第266話）  | 6月3日            | むしばなんて ないもん         |
| 第469話（第267話）  | 6月10日           | がんばれ！ おとうさん         |
| 第470話（第268話）  | 6月17日           | テラくんの ひみつ             |
| 第471話（第269話）  | 6月24日           | プールに チャレンジ！         |
| 第472話（第270話）  | 7月1日            | きりんたの ちゃれんじ         |
| 第473話（第271話）  | 7月8日            | でんしゃって たのしいな！     |
| 第474話（第272話）  | 7月15日           | いっしょに はなび             |
| 第475話（第273話）  | 7月22日           | まつりだ！ にいちゃん         |
| 第476話（第274話）  | 7月29日           | ドキドキもりの あばれんぼう   |
| 第477話（第275話）  | 8月5日            | かえってきた たあたん         |
| 第478話（第276話）  | 8月12日           | すてきな ライバル             |
| 第479話（第277話）  | 8月19日           | しまじろうは どこ?            |
| 第480話（第278話）  | 8月26日           | ぽんじいなのだ！              |
| 第481話（第279話）  | 9月2日            | ガオガオさんのだいはつめい    |
| 第482話（第280話）  | 9月9日            | みみりん しかられる?          |
| 第483話（第281話）  | 9月16日           | おにいちゃんは スーパースター |
| 第484話（第282話）  | 9月23日           | こころを ひとつに             |
| 第485話（第283話)   | 9月30日           | おつきさま みえた！           |
| 第486話（第284話）  | 10月7日           | やさしい きりんた             |
| 第487話（第285話）  | 10月14日          | どんぐりの おうさま!?         |
| 第488話（第286話）  | 10月21日          | びょういんなんて こわくない   |
| 第489話（第287話）  | 10月28日          | ハロウィンで へんしん！       |
| 第490話（第288話）  | 11月4日           | まつたけは どこ?              |
| 第491話（第289話）  | 11月11日          | つくるって たのしい！         |
| 第492話（第290話）  | 11月18日          | おんせんって たのしいな！     |
| 第493話（第291話）  | 11月25日          | おみせは どこに?              |
| 第494話（第292話）  | 12月2日           | おかあさんの かぜ             |
| 第495話（第293話）  | 12月9日           | ソースの きし!?               |
| 第496話（第294話）  | 12月16日          | おとこのこ さいこう！         |
| 第497話（第295話）  | 12月23日          | サンタさんに なりたい！       |
| 第498話（第296話）  | 2018年 1月6日     | おしょうがつなのだ！          |
| 第499話（第297話）  | 1月13日           | はなちゃんと ゆきうさぎ       |
| 第500話（第298話）  | 1月20日           | ジョギングでハッピー          |
| 第501話（第299話）  | 1月27日           | みんなでゆきかき              |
| 第502話（第300話）  | 2月3日            | はじめての おつかい           |
| 第503話（第301話）  | 2月10日           | バレンタインすき？ きらい?    |
| 第504話（第302話）  | 2月17日           | はなちゃんと あかちゃん       |
| 第505話（第303話）  | 2月24日           | すてられた ペンタ             |
| 第506話（第304話）  | 3月3日            | まほうで ポコポン！           |
| 第507話（第305話）  | 3月10日           | はなちゃんの えいがかん       |
| 第508話（第306話）  | 3月17日           | つながる きもち               |
| 第509話（第307話）  | 3月24日           | とっておきのいちまい          |
| 第510話（第308話）  | 3月31日           | はなちゃんの たんじょうび     |

## 2018年度（しまじろうのわお！）
| 話数（わお！ 話数） | 放送日 （制作局） | サブタイトル                    |
| ------------------- | ----------------- | ------------------------------- |
| 第511話（第309話）  | 2018年 4月7日     | つづけるって むずかしい         |
| 第512話（第310話）  | 4月14日           | にじいろ クレヨン               |
| 第513話（第311話）  | 4月21日           | なりたい！ パンやさん           |
| 第514話（第312話）  | 4月28日           | みんなで ラビリンス！           |
| 第515話（第313話）  | 5月5日            | しあわせな たんじょうび         |
| 第516話（第314話）  | 5月12日           | みみりんの プレゼント           |
| 第517話（第315話）  | 5月19日           | さくらんぼ なのだ！             |
| 第518話（第316話）  | 5月26日           | おてつだい だいさくせん         |
| 第519話（第317話）  | 6月2日            | とりっぴいけの ルール           |
| 第520話（第318話）  | 6月9日            | かっとび ガエル                 |
| 第521話（第319話）  | 6月16日           | おとうさんの ひみつきち         |
| 第522話（第320話）  | 6月23日           | はじめての おつかい             |
| 第523話（第321話）  | 6月30日           | およぐの だいすき               |
| 第524話（第322話）  | 7月7日            | みみりんの ことり               |
| 第525話（第323話）  | 7月14日           | アウラを たすけろ！             |
| 第526話（第324話）  | 7月21日           | ぼくたちの ゆうすずみかい       |
| 第527話（第325話）  | 7月28日           | やさしい？ しまじろう           |
| 第528話（第326話）  | 8月4日            | たのしい キャンプ               |
| 第529話（第327話）  | 8月11日           | がんばる！ バドミントン         |
| 第530話（第328話）  | 8月18日           | とべ！ ガオガオエース           |
| 第531話（第329話）  | 8月25日           | イルカの ももちゃん             |
| 第532話（第330話）  | 9月1日            | きりんたの ヒーロー             |
| 第533話（第331話）  | 9月8日            | かきたい！ みみりん             |
| 第534話（第332話）  | 9月15日           | しまじろう ひとりたび?          |
| 第535話（第333話）  | 9月22日           | いもせんにん こまる             |
| 第536話（第334話）  | 9月29日           | もんたの うんどうかい           |
| 第537話（第335話）  | 10月6日           | みんなで わらえば               |
| 第538話（第336話）  | 10月13日          | ふたりで ごめんね               |
| 第539話（第337話）  | 10月20日          | つくろう！ はなのコンテスト     |
| 第540話（第338話）  | 10月27日          | おうじさまに なるのだ           |
| 第541話（第339話）  | 11月3日           | とりっぴいの おもちゃ           |
| 第542話（第340話）  | 11月10日          | たいせつな やくそく             |
| 第543話（第341話）  | 11月17日          | ダンデーに なるのじゃ！         |
| 第544話（第342話）  | 11月24日          | はなちゃんと ミノムシさん       |
| 第545話（第343話）  | 12月1日           | ひきつがれる あじ               |
| 第546話（第344話）  | 12月8日           | かんたと おとうさん             |
| 第547話（第345話）  | 12月15日          | ふしぎどうの おおそうじ         |
| 第548話（第346話）  | 12月22日          | にこにこ クリスマス             |
| 第549話（第347話）  | 2019年 1月5日     | それぞれの おしょうがつ         |
| 第550話（第348話）  | 1月12日           | くまっきいの パパとママ         |
| 第551話（第349話）  | 1月19日           | すべろう！ そりあそび           |
| 第552話（第350話）  | 1月26日           | どきどき?！ クレープやさん      |
| 第553話（第351話）  | 2月2日            | おにをすくえ！                  |
| 第554話（第352話）  | 2月9日            | しまりょかんに ようこそ         |
| 第555話（第353話）  | 2月16日           | おしえて ジャッジくん           |
| 第556話（第354話）  | 2月23日           | はなちゃんの えいがかん         |
| 第557話（第355話）  | 3月2日            | はじめての ひなまつり           |
| 第558話（第356話）  | 3月9日            | がんばる！ ちょんまげヒーロー   |
| 第559話（第357話）  | 3月16日           | ありがとうの きせつ             |
| 第560話（第358話）  | 3月23日           | もえろ！ バナナおに             |
| 第561話（第359話）  | 3月30日           | ドキドキもりの いたずらようせい |

## 2019年度（しまじろうのわお！）
| 話数（わお！ 話数） | 放送日 （制作局） | 再放送日 （制作局） | サブタイトル                    | 脚本     | 演出     | CGチーフ |
| ------------------- | ----------------- | ------------------- | ------------------------------- | -------- | -------- | -------- |
| 第562話（第360話）  | 2019年 4月6日     |                     | ぼくとさくらこ                  | 山田隆司 | ヒロ高島 | 新坂淳   |
| 第563話（第361話）  | 4月13日           |                     | みみりん おこる                 | 青木由香 | 谷本光騎 | 新坂淳   |
| 第564話（第362話）  | 4月20日           | 2020年5月9日        | しあわせ パンケーキ             | 谷登志雄 | 川永和希 | 佐藤智之 |
| 第565話（第363話）  | 4月27日           |                     | はなちゃんの いちごプリンセス   | 三浦浩   | 谷本光騎 | 新坂淳   |
| 第566話（第364話）  | 5月4日            |                     | いっしょに たんじょうび         | 谷登志雄 | ヒロ高島 | 新坂淳   |
| 第567話（第365話）  | 5月11日           |                     | くまっきいの チャレンジ         | 三浦浩児 | 谷本光騎 | 新坂淳   |
| 第568話（第366話）  | 5月18日           |                     | もんたと ドキドキ！             | 青木由香 | 川永和希 | 佐藤智之 |
| 第569話（第367話）  | 5月25日           |                     | いちばんの おにいちゃんはだれ？ | 山田隆司 | ヒロ高島 | 新坂淳   |
| 第570話（第368話）  | 6月1日            |                     | かたつむりを すくえ             | 山田隆司 | 谷本光騎 | 佐藤智之 |
| 第571話（第369話）  | 6月8日            | 2020年5月16日       | とりっぴい まいごになる         | 谷登志雄 | 川永和希 | 佐藤智之 |
| 第572話（第370話）  | 6月15日           | 2020年5月23日       | パパと いっしょに               | 青木由香 | 河村貴光 | 新坂淳   |
| 第573話（第371話）  | 6月22日           | 2020年5月30日       | おとうさんと わお！             | 山田隆司 | 川永和希 | 新坂淳   |
| 第574話（第372話）  | 6月29日           |                     | プールは なにいろ？             | 青木由香 | 川又浩   | 佐藤智之 |
| 第575話（第373話）  | 7月6日            | 2020年6月6日        | まるりんの ねがいごと           | 三浦浩児 | 川永和希 | 佐藤智之 |
| 第576話（第374話）  | 7月13日           |                     | うるるの おかたづけロボ         | 青木由香 | 河村貴光 | 新坂淳   |
| 第577話（第375話）  | 7月20日           |                     | なつだ ちゃれんじ！             | 谷登志雄 | ヒロ高島 | 新坂淳   |
| 第578話（第376話）  | 7月27日           |                     | うちで あそぼう                 | 三浦浩児 | ヒロ高島 | 新坂淳   |
| 第579話（第377話）  | 8月3日            |                     | いえない?！ にゃっきい          | 三浦浩児 | 川永和希 | 佐藤智之 |
| 第580話（第378話）  | 8月10日           |                     | しましまが いっぱい！           | 谷登志雄 | 川又浩   |          |
| 第581話（第379話）  | 8月17日           |                     | みみりんと しまじろう           | 山田隆司 | 川永和希 | 佐藤智之 |
| 第582話（第380話）  | 8月24日           |                     | ドキドキもりを まもれ！（前編） | 谷登志雄 | ヒロ高島 | 佐藤智之 |
| 第583話（第381話）  | 8月31日           |                     | ドキドキもりを まもれ！（後編） | 谷登志雄 | ヒロ高島 | 新坂淳   |
| 第584話（第382話）  | 9月7日            |                     | はしれ！ しゅっぽー！           | 三浦浩児 | 川永和希 | 新坂淳   |
| 第585話（第383話）  | 9月14日           |                     | トイレがこわい？                | 青木由香 | 河村貴光 | 新坂淳   |
| 第586話（第384話）  | 9月21日           |                     | うちゅうへ ゴー！ ゴー！        | 山田隆司 | 川永和希 | 新坂淳   |
| 第587話（第385話）  | 9月28日           |                     | たまさぶろうは ボディガード？   | 青木由香 | ヒロ高島 | 佐藤智之 |
| 第588話（第386話）  | 10月5日           |                     | しあわせ ジャム!?               | 谷登志雄 | ヒロ高島 | 新坂淳   |
| 第589話（第387話）  | 10月12日          |                     | おとうさんは かっこいい!?       | 山田隆司 | 川永和希 | 新坂淳   |
| 第590話（第388話）  | 10月19日          |                     | ひとりで おつかい               | 山田隆司 | ヒロ高島 | 佐藤智之 |
| 第591話（第389話）  | 10月26日          |                     | おいしいもの あつまれ！         | 青木由香 | 川永和希 | 新坂淳   |
| 第592話（第390話）  | 11月2日           |                     | ママと つくろう！               | 三浦浩児 | 河村貴光 | 新坂淳   |
| 第593話（第391話）  | 11月9日           |                     | みみりんの しんぱいごと         | 三浦浩児 | 川永和希 | 佐藤智之 |
| 第594話（第392話）  | 11月16日          |                     | すすめ！ ちゃれんじまる         | 三浦浩児 | 川又浩   |          |
| 第595話（第393話）  | 11月23日          |                     | はなちゃん ポリス               | 谷登志雄 | ヒロ高島 | 佐藤智之 |
| 第596話（第394話）  | 11月30日          |                     | みんな うごけっち！             | 谷登志雄 | ヒロ高島 | 新坂淳   |
| 第597話（第395話）  | 12月7日           |                     | おにいちゃんが ほしい！         | 青木由香 | 川永和希 | 佐藤智之 |
| 第598話（第396話）  | 12月14日          |                     | すてるの？ すてないの？         | 山田隆司 | ヒロ高島 | 新坂淳   |
| 第599話（第397話）  | 12月21日          |                     | ぽんたろうの クリスマス         | 青木由香 | 川又浩   | 佐藤智之 |
| 第600話（第398話）  | 12月28日          |                     | ごめんと いわせて               | 三浦浩児 | 川永和希 |          |
| 第601話（第399話）  | 2020年 1月11日    |                     | おしょうがつで あつくなれ！     | 青木由香 | 河村貴光 | 新坂淳   |
| 第602話（第400話）  | 1月18日           |                     | ウィルスを やっつけろ！         | 青木由香 | ヒロ高島 | 新坂淳   |
| 第603話（第401話）  | 1月25日           |                     | ゆきって おもしろい             | 山田隆司 | ヒロ高島 | 新坂淳   |
| 第604話（第402話）  | 2月1日            |                     | オニさん こわい？               | 谷登志雄 | 川永和希 | 佐藤智之 |
| 第605話（第403話）  | 2月8日            |                     | しまじろうが ぽんたろう？       | 山田隆司 | 川永和希 | 佐藤智之 |
| 第606話（第404話）  | 2月15日           |                     | なにして あそぶ？               | 三浦浩児 | ヒロ高島 | 新坂淳   |
| 第607話（第405話）  | 2月22日           |                     | みつけた！ たからのちず         | 三浦浩児 | ヒロ高島 | 新坂淳   |
| 第608話（第406話）  | 2月29日           |                     | わくわく みんなでえいがかん     | 青木由香 | 川又浩   |          |
| 第609話（第407話）  | 3月7日            |                     | いちばん たいせつなもの         | 谷登志雄 | ヒロ高島 | 佐藤智之 |
| 第610話（第408話）  | 3月14日           |                     | まるりんの サプライズ           | 青木由香 | 川永和希 | 佐藤智之 |
| 第611話（第409話）  | 3月21日           |                     | ハッピー ピッツァだよ！         | 谷登志雄 | ヒロ高島 | 佐藤智之 |
| 第612話（第410話）  | 3月28日           |                     | さよなら？ ぽんたろう           | 谷登志雄 | 川又浩   | 新坂淳   |

## 2020年度（しまじろうのわお！）
| 話数（わお！ 話数） | 放送日 （制作局） | サブタイトル                    | 脚本     | 演出     | CGチーフ |
| ------------------- | ----------------- | ------------------------------- | -------- | -------- | -------- |
| 第613話（第411話）  | 2020年 4月4日     | ふたりの たんじょうび           | 山田隆司 | 川永和希 | 新坂淳   |
| 第614話（第412話）  | 4月11日           | がんばる！ がんばるくん         | 三浦浩児 | ヒロ高島 | 佐藤智之 |
| 第615話（第413話）  | 4月18日           | はなちゃん ちゃれんじえんへいく | 青木由香 | 川永和希 | 佐藤智之 |
| 第616話（第414話）  | 4月25日           | でっかい かいなのだ             | 谷登志雄 | ヒロ高島 | 新坂淳   |
| 第617話（第415話）  | 5月2日            | ぼくの うまれた ひ              | 谷登志雄 | 仲野良   | 杉本裕紀 |
| 第618話（第421話）  | 6月13日           | はなちゃんの プレゼント         | 三浦浩児 | ヒロ高島 | 新坂淳   |
| 第619話（第422話）  | 6月20日           | みみりんと あおりん             | 三浦浩児 | 川永和希 | 佐藤智之 |
| 第620話（第423話）  | 6月27日           | ゆうじょうの コロッケ           | 山田隆司 | ヒロ高島 | 新坂淳   |
| 第621話（第424話）  | 7月4日            | アスレチックで あそぼう！       | 山田隆司 | ヒロ高島 | 新坂淳   |
| 第622話（第425話）  | 7月11日           | はみがきの ようせい             | 谷登志雄 | 川永和希 | 新坂淳   |
| 第623話（第426話）  | 7月18日           | おとうたんと ぽーん！           | 谷登志雄 | 川永和希 | 佐藤智之 |
| 第624話（第427話）  | 7月25日           | ウイルスを やっつけろ！         | 青木由香 | ヒロ高島 | 新坂淳   |
| 第625話（第428話）  | 8月1日            | どうする？ すききらい           | 青木由香 | ヒロ高島 | 新坂淳   |
| 第626話（第429話）  | 8月8日            | おてつだい してるかな？         | 山田隆司 | 川永和希 | 新坂淳   |
| 第627話（第430話）  | 8月15日           | ひとりで おとまり               | 三浦浩児 | ヒロ高島 | 佐藤智之 |
| 第628話（第431話）  | 8月22日           | いかりを あげて                 | 谷登志雄 | 川永和希 | 新坂淳   |
| 第629話（第432話）  | 8月29日           | ふしぎな ちょうちょう           | 山田隆司 | ヒロ高島 | 佐藤智之 |
| 第630話（第433話）  | 9月5日            | けんとは どこだ!?               | 谷登志夫 | ヒロ高島 | 新坂淳   |
| 第631話（第434話）  | 9月12日           | おおきなもりの ちいさなせかい   | 三浦浩児 | ヒロ高島 |          |
| 第632話（第435話）  | 9月19日           | みみりんの ならいごと           | 青木由香 | ヒロ高島 | 佐藤智之 |
| 第633話（第436話）  | 9月26日           | そなえて！ ふしぎどう           | 青木由香 | 川永和希 | 新坂淳   |
| 第634話（第437話）  | 10月3日           | たいせつな やくそく             | 青木由香 | 谷本光騎 | 新坂淳   |
| 第635話（第438話）  | 10月10日          | ファミレスに いきたい！         | 山田隆司 | ヒロ高島 | 佐藤智之 |
| 第636話（第439話）  | 10月17日          | ふしぎな どんぐりにんぎょう     | 青木由香 | ヒロ高島 | 新坂淳   |
| 第637話（第440話）  | 10月24日          | うみを きれいに                 | 三浦浩児 | ヒロ高島 | 佐藤智之 |
| 第638話（第441話）  | 10月31日          | ひつじい せんせい               | 谷登志夫 | 川永和希 | 佐藤智之 |
| 第639話（第442話）  | 11月7日           | なりきり ヒーロー               | 三浦浩児 | ヒロ高島 | 新坂淳   |
| 第640話（第443話）  | 11月14日          | アニキーに おまかせ             | 山田隆司 | 川永和希 | 佐藤智之 |
| 第641話（第444話）  | 11月21日          | ようせい ハナチッチ             | 谷登志雄 | 川又浩   | 新坂淳   |
| 第642話（第445話）  | 11月28日          | まるりんの クッキー             | 青木由香 | ヒロ高島 | 小林直樹 |
| 第643話（第446話）  | 12月5日           | パパたちの バドミントン         | 青木由香 | 川永和希 | 田中紀行 |
| 第644話（第447話）  | 12月12日          | ちゃんと いえるぞう             | 谷登志雄 | 川又浩   | 新坂淳   |
| 第645話（第448話）  | 12月19日          | サンタさんに ありがとうを！     | 山田隆司 | ヒロ高島 | 小林直樹 |
| 第646話（第449話）  | 12月26日          | ひみつきちは ピッカピカ！       | 谷登志雄 | 川永和希 | 佐藤智之 |
| 第647話（第450話）  | 2021年 1月9日     | すごろくで うんだめし           | 三浦浩児 | 川又浩   | 佐藤智之 |
| 第648話（第451話）  | 1月16日           | とうちゃんは かっこいい!?       | 山田隆司 | 川永和希 | 新坂淳   |
| 第649話（第452話）  | 1月23日           | はなちゃんは なかない           | 山田隆司 | 川永和希 | 佐藤智之 |
| 第650話（第453話）  | 1月30日           | ドーナツ だいすき！             | 山田隆司 | ヒロ高島 | 小林直樹 |
| 第651話（第454話）  | 2月6日            | なんでも ごっこ                 | 谷登志雄 | 川永和希 | 新坂淳   |
| 第652話（第455話）  | 2月13日           | はじめての ゆき                 | 青木由香 | 川永和希 | 佐藤智之 |
| 第653話（第456話）  | 2月20日           | ほしって おもしろい             | 山田隆司 | 川又浩   | 佐藤智之 |
| 第654話（第457話）  | 2月27日           | スノーボード やりたいな！       | 山田隆司 | ヒロ高島 | 佐藤智之 |
| 第655話（第458話）  | 3月6日            | ニキニキ！にんじゃでござる      | 三浦浩児 | 川又浩   | 佐藤智之 |
| 第656話（第459話）  | 3月13日           | にいすけくんを たすけろ！       | 青木由香 | 川永和希 | 小林直樹 |
| 第657話（第460話）  | 3月20日           | だいはつめい!? ガオガオさん     | 三浦浩児 | ヒロ高島 | 齋藤崇   |
| 第658話（第461話）  | 3月27日           | はなちゃんの おとしもの         | 青木由香 | 山田隆司 | 佐藤智之 |

- 5月9日から6月6日までは、新型コロナウイルス感染症（COVID-19）流行の影響で制作作業が見合わせとなったことにより、2019年に放送したもののなかから急遽再放送を実施した（放送内容は当該項目参照）。本記事では『しまじろうのわお！』としての話数については公式のカウントに従い再放送分も含むが、『はっけん たいけん ～』の通算話数には含めない扱いとする。

## 2021年度（しまじろうのわお！）
| 話数（わお！ 話数） | 放送日 （制作局） | サブタイトル                        | 脚本     | 演出       | CGチーフ |
| ------------------- | ----------------- | ----------------------------------- | -------- | ---------- | -------- |
| 第659話（第462話）  | 2021年 4月3日     | ちいさな だいぼうけん               | 谷登志雄 | ヒロ高島   | 佐藤智之 |
| 第660話（第463話）  | 4月10日           | ひまわり グルグル                   | 山田隆司 | ヒロ高島   | 佐藤智之 |
| 第661話（第464話）  | 4月17日           | おかあさん ファイト！               | 三浦浩児 | ヒロ高島   | 佐藤智之 |
| 第662話（第465話）  | 4月24日           | みみりんと わたしたち               | 青木由香 | 川永和希   | 佐藤智之 |
| 第663話（第466話）  | 5月1日            | ドーナツ だいすき！                 | 山田隆司 | ヒロ高島   | 小林直樹 |
| 第664話（第467話）  | 5月8日            | なかなおり しようよ                 |          |            |          |
| 第665話（第468話）  | 5月15日           | およげ！ ヒモノくん                 |          |            |          |
| 第666話（第469話）  | 5月22日           | むしばなんて ないもん               |          |            |          |
| 第667話（第470話）  | 5月29日           | ぞうたの すきなこと                 |          |            |          |
| 第668話（第471話）  | 6月5日            | まねっこ はなちゃん                 |          |            |          |
| 第669話（第472話）  | 6月12日           | ふたりで だいぼうけん               |          |            |          |
| 第670話（第473話）  | 6月19日           | とうちゃん がんばる？               |          |            |          |
| 第671話（第474話）  | 6月26日           | さくらんぼ なのだ！                 | 谷登志雄 | ヒロ高島   | 新坂淳   |
| 第672話（第475話）  | 7月3日            | ねがいごとは ひとつだけ？           | 青木由香 | 下田竜太郎 |          |
| 第673話（第476話）  | 7月10日           | にゃっきいの だいしっぱい           | 青木由香 | 川永和希   | 新坂淳   |
| 第674話（第477話）  | 7月17日           | うみで なかよし                     | 青木由香 | 川永和希   | 佐藤智之 |
| 第675話（第478話）  | 7月24日           | ふしぎな クイズ                     | 青木由香 | ヒロ高島   | 佐藤智之 |
| 第676話（第479話）  | 7月31日           | はなちゃん おねえさん               | 三浦浩児 | 川永和希   | 佐藤智之 |
| 第677話（第480話）  | 8月7日            | ほーほー ホタルこい                 | 山田隆司 | ヒロ高島   | 佐藤智之 |
| 第678話（第481話）  | 8月14日           | とべ！ もんたディスク               | 谷登志雄 | 川永和希   | 佐藤智之 |
| 第679話（第482話）  | 8月21日           | ドキドキもりをまもれ！ ～ぜんぺん～ | 谷登志雄 | ヒロ高島   | 新坂淳   |
| 第680話（第483話）  | 8月28日           | ドキドキもりをまもれ！ ～こうへん～ | 谷登志雄 | ヒロ高島   | 佐藤智之 |
| 第681話（第484話）  | 9月4日            | きえた？ ドーナツ                   | 三浦浩児 | 川永和希   | 佐藤智之 |
| 第682話（第485話）  | 9月11日           | おおきくなったら なにになる？       | 山田隆司 | ヒロ高島   | 佐藤智之 |
| 第683話（第486話）  | 9月18日           | このひと だあれ？                   | 三浦浩司 | ヒロ高島   | 新坂淳   |
| 第684話（第487話）  | 9月25日           | あつまれ！ たべものシール           | 青木由香 | 川永和希   | 新坂淳   |
| 第685話（第488話）  | 10月2日           | あきのむし みーつけた               | 山田隆司 | ヒロ高島   | 佐藤智之 |
| 第686話（第489話）  | 10月9日           | かりもの ダッシュだ！               | 三浦浩児 | 川又浩     | 新坂淳   |
| 第687話（第490話）  | 10月16日          | たのしい ドッジボール               | 山田隆司 | ヒロ高島   | 佐藤智之 |
| 第688話（第491話）  | 10月23日          | りんごが いっぱい！                 | 谷登志雄 | 川永和希   | 佐藤智之 |
| 第689話（第492話）  | 10月30日          | こんにちは あみりい！               | 谷登志雄 | ヒロ高島   | 佐藤智之 |
| 第690話（第493話）  | 11月6日           | ちびっこ ポリス                     | 山田隆司 | ヒロ高島   | 新坂淳   |
| 第691話（第494話）  | 11月13日          | かわいい！ がすき                   | 三浦浩児 | 川永和希   | 新坂淳   |
| 第692話（第495話）  | 11月20日          | はなちゃんと いっしょ               | 青木由香 | 川永和希   | 佐藤智之 |
| 第693話（第496話）  | 11月27日          | うまれかわった バッグ               | 三浦浩児 | 川又浩     | 新坂淳   |
| 第694話（第497話）  | 12月4日           | とりっぴいの いいところ！           | 山田隆司 | 川永和希   | 佐藤智之 |
| 第695話（第498話）  | 12月11日          | うみをきれいに                      | 三浦浩児 | ヒロ高島   | 佐藤智之 |
| 第696話（第499話）  | 12月18日          | カーン！であそぼう                  | 三浦浩児 | ヒロ高島   | 新坂淳   |
| 第697話（第500話）  | 12月25日          | とどけ プレゼント                   | 山田隆司 | 川永和希   | 佐藤智之 |
| 第698話（第501話）  | 2022年 1月8日     | アート なのだ！                     | 谷登志夫 | ヒロ高島   | 新坂淳   |
| 第699話（第502話）  | 1月15日           | まけない！ にいすけ                 | 三浦浩児 | ヒロ高島   | 新坂淳   |
| 第700話（第503話）  | 1月22日           | レインボーフルーツが できるまで     | 青木由香 | ヒロ高島   | 佐藤智之 |
| 第701話（第504話）  | 1月29日           | ごめんと いわせて                   | 三浦浩児 | 川永和希   |          |
| 第702話（第505話）  | 2月5日            | どうする？ おみせやさん             |          |            |          |
| 第703話（第506話）  | 2月12日           | おひさまの ちから                   | 谷登志夫 | ヒロ高島   | 新坂淳   |
| 第704話（第507話）  | 2月19日           | ゆきの ひみつきち                   | 谷登志夫 | 川永和希   | 佐藤智之 |
| 第705話（第508話）  | 2月26日           | ゆめの おうじさま                   | 三浦浩児 | ヒロ高島   | 佐藤智之 |
| 第706話（第509話）  | 3月5日            | おにいちゃん やーめた               | 山田隆司 | 川永和希   | 新坂淳   |
| 第707話（第510話）  | 3月12日           | あすなろと しまじろう               | 山田隆司 | ヒロ高島   | 新坂淳   |
| 第708話（第511話）  | 3月19日           | みんなで ウォーキング！             | 青木由香 | 川永和希   | 佐藤智之 |
| 第709話（第512話）  | 3月26日           | ひみつの ひみつ                     | 三浦浩児 | ヒロ高島   | 佐藤智之 |

## 2022年度（しまじろうのわお！）
| 話数（わお！ 話数） | 放送日 （制作局） | サブタイトル                          | 脚本 | 演出 | CGチーフ |
| ------------------- | ----------------- | ------------------------------------- | ---- | ---- | -------- |
| 第710話（第513話）  | 2022年 4月2日     | はなちゃんには ないしょ               |      |      |          |
| 第711話（第514話）  | 4月9日            | ふたりの かんちがい                   |      |      |          |
| 第712話（第515話）  | 4月16日           | みつばち すごい！                     |      |      |          |
| 第713話（第516話）  | 4月23日           | みんなで かんけり！                   |      |      |          |
| 第714話（第517話）  | 4月30日           | もっと なかよくなろう                 |      |      |          |
| 第715話（第518話）  | 5月7日            | いろ イロイロ！                       |      |      |          |
| 第716話（第519話）  | 5月14日           | せなかを シャキーン！                 |      |      |          |
| 第717話（第520話）  | 5月21日           | わたしの おうじさま                   |      |      |          |
| 第718話（第521話）  | 5月28日           | くまっきいと てんとうむし             |      |      |          |
| 第719話（第522話）  | 6月4日            | はみがき シュッシュッ！               |      |      |          |
| 第720話（第523話）  | 6月11日           | まぼろしの みずうみ                   |      |      |          |
| 第721話（第524話）  | 6月18日           | パパと なかよしキャンプ               |      |      |          |
| 第722話（第525話）  | 6月25日           | たべよう ブルーベリー！               |      |      |          |
| 第723話（第526話）  | 7月2日            | おてつだい してるかな？               |      |      |          |
| 第724話（第527話）  | 7月9日            | きゅうりょう みつけた                 |      |      |          |
| 第725話（第528話）  | 7月16日           | ぺんぎんの しま                       |      |      |          |
| 第726話（第529話）  | 7月23日           | ドッキリ おじいちゃん                 |      |      |          |
| 第727話（第530話）  | 7月30日           | まっすぐ！ きりんた                   |      |      |          |
| 第728話（第531話）  | 8月6日            | ちきゅうを えがおに                   |      |      |          |
| 第729話（第532話）  | 8月13日           | ママたちと ドライブ！                 |      |      |          |
| 第730話（第533話）  | 8月20日           | パラダイスじまのぼうけん ～ぜんぺん～ |      |      |          |
| 第731話（第534話）  | 8月27日           | パラダイスじまのぼうけん ～こうへん～ |      |      |          |
| 第732話（第535話）  | 9月3日            | とべ！かみひこうき                    |      |      |          |
| 第733話（第536話）  | 9月10日           | おつきさま みえた！                   |      |      |          |
| 第734話（第537話）  | 9月17日           | やりたいこと みつけた！               |      |      |          |
| 第735話（第538話）  | 9月24日           | ちいさな ともだち                     |      |      |          |
| 第736話（第539話）  | 10月1日           | みんなで ボッチャ！                   |      |      |          |
| 第737話（第540話）  | 10月8日           | くまっきいの パンづくり               |      |      |          |
| 第738話（第541話）  | 10月15日          | ホテルで おとまり                     |      |      |          |
| 第739話（第542話）  | 10月22日          | なぞの ぺったんこたん？               |      |      |          |
| 第740話（第543話）  | 10月29日          | ハロウィンで へんしん！               |      |      |          |
| 第741話（第544話）  | 11月5日           | にてる？ おかあさん                   |      |      |          |
| 第742話（第545話）  | 11月12日          | あまりもの あつめたい！               |      |      |          |
| 第743話（第546話）  | 11月19日          | しあわせの おはなやさん               |      |      |          |
| 第744話（第547話）  | 11月26日          | どっちが てんさい？                   |      |      |          |
| 第745話（第548話）  | 12月3日           | あこがれの おねえさん                 |      |      |          |
| 第746話（第549話）  | 12月10日          | ワッフルください なのだ！             |      |      |          |
| 第747話（第550話）  | 12月17日          | おじいたんと じいじ                   |      |      |          |
| 第748話（第551話）  | 12月24日          | サンタさんに ありがとうを！           |      |      |          |
| 第749話（第552話）  | 2023年 1月7日     | はなねーたんと ハイハイあかちゃん     |      |      |          |
| 第750話（第553話）  | 1月14日           | もらっちゃお ようせい                 |      |      |          |
| 第751話（第554話）  | 1月21日           | カゼに まけるな！                     |      |      |          |
| 第752話（第555話）  | 1月28日           | みんなで そりあそび                   |      |      |          |
| 第753話（第556話）  | 2月4日            | しってる？ しらない？                 |      |      |          |
| 第754話（第557話）  | 2月11日           | あいたい！ あみりい                   |      |      |          |
| 第755話（第558話）  | 2月18日           | はなちゃんと おとうさん               |      |      |          |
| 第756話（第559話）  | 2月25日           | ドキドキの オーディション             |      |      |          |
| 第757話（第560話）  | 3月4日            | でんしゃって たのしいな！             |      |      |          |
| 第758話（第561話）  | 3月11日           | じいちゃんに あいたい                 |      |      |          |
| 第759話（第562話）  | 3月18日           | まるまるてんてん なーんだ？           |      |      |          |
| 第760話（第563話）  | 3月25日           | はるを さがそう！                     |      |      |          |

## 2023年度（しまじろうのわお！）
| 話数（わお！ 話数） | 放送日 （制作局） | サブタイトル                            | 脚本 | 演出 | CGチーフ |
| ------------------- | ----------------- | --------------------------------------- | ---- | ---- | -------- |
| 第761話（第564話）  | 2023年 4月1日     | かぞくで おでかけ                       |      |      |          |
| 第762話（第565話）  | 4月8日            | どーなる?！ ドーナツ                    |      |      |          |
| 第763話（第566話）  | 4月15日           | ぼくの やりたいこと                     |      |      |          |
| 第764話（第567話）  | 4月22日           | きれいに さいたら                       |      |      |          |
| 第765話（第568話）  | 4月29日           | タブレットに チャレンジ！               |      |      |          |
| 第766話（第569話）  | 5月6日            | ぼくの たんじょうびパーティー           |      |      |          |
| 第767話（第570話）  | 5月13日           | みんなで ガタンゴトーン！               |      |      |          |
| 第768話（第571話）  | 5月20日           | なぞの ヒーロー！                       |      |      |          |
| 第769話（第572話）  | 5月27日           | ホタル みれるかな                       |      |      |          |
| 第770話（第573話）  | 6月3日            | はみがき してたのに？                   |      |      |          |
| 第771話（第574話）  | 6月10日           | うれしいたけ！                          |      |      |          |
| 第772話（第575話）  | 6月17日           | ようこそ！ あかちゃん                   |      |      |          |
| 第773話（第576話）  | 6月24日           | はくぶつかんで わお！                   |      |      |          |
| 第774話（第577話）  | 7月1日            | プールは なにいろ？                     |      |      |          |
| 第775話（第578話）  | 7月8日            | すすめ！ スタンプラリー                 |      |      |          |
| 第776話（第579話）  | 7月15日           | さいこうの ゴール！                     |      |      |          |
| 第777話（第580話）  | 7月22日           | キャンプ さいこう                       |      |      |          |
| 第778話（第581話）  | 7月29日           | まぜて いろいろ                         |      |      |          |
| 第779話（第582話）  | 8月5日            | がんばれ たあたん！                     |      |      |          |
| 第780話（第583話）  | 8月12日           | みみりんと トマりん                     |      |      |          |
| 第781話（第584話）  | 8月19日           | はなちゃんと ふしぎなタマゴ～ぜんぺん～ |      |      |          |
| 第782話（第585話）  | 8月26日           | はなちゃんと ふしぎなタマゴ～こうへん～ |      |      |          |
| 第783話（第586話）  | 9月2日            | アートで わくわく！                     |      |      |          |
| 第784話（第587話）  | 9月9日            | あわせて ピッタリ？                     |      |      |          |
| 第785話（第588話）  | 9月16日           | きりえに チャレンジ                     |      |      |          |
| 第786話（第589話）  | 9月23日           | ふしぎな いしのわ                       |      |      |          |
| 第787話（第590話）  | 9月30日           | ミスターハテナの なぞをとけ             |      |      |          |
| 第788話（第591話）  | 10月7日           | おいしい！？ うんどうかい               |      |      |          |
| 第789話（第592話）  | 10月14日          | おもいやりの ぶどうがり                 |      |      |          |
| 第790話（第593話）  | 10月21日          | ゆめみる あかちゃん                     |      |      |          |
| 第791話（第594話）  | 10月28日          | ぼくたちの はつめい                     |      |      |          |
| 第792話（第595話）  | 11月4日           | みつけた！ ラッキーどんぐり             |      |      |          |
| 第793話（第596話）  | 11月11日          | えがおの はいたつ                       |      |      |          |
| 第794話（第597話）  | 11月18日          | みてみて！ ぼくのこと                   |      |      |          |
| 第795話（第598話）  | 11月25日          | しりたい！ほんとのきもち                |      |      |          |
| 第796話（第599話）  | 12月2日           | おいしゃさん たのしいよ                 |      |      |          |
| 第797話（第600話)   | 12月9日           | これほしい！ わくわくバザー             |      |      |          |
| 第798話（第601話）  | 12月16日          | おやさい ぎょうざ！                     |      |      |          |
| 第799話（第602話）  | 12月23日          | とどけ プレゼント                       |      |      |          |
| 第800話（第603話）  | 2024年 1月6日     | ひつじいさんに ぼくはなる！             |      |      |          |
| 第801話（第604話）  | 1月13日           | あそんで！ みみねえちゃん               |      |      |          |
| 第802話（第605話）  | 1月20日           | とりっぴいを さがせ！                   |      |      |          |
| 第803話（第606話）  | 1月27日           | なにつくる？ ゆきまつり                 |      |      |          |
| 第804話（第607話）  | 2月3日            | オニさん こわい？                       |      |      |          |
| 第805話（第608話）  | 2月10日           | イチゴは さき？あと？                   |      |      |          |
| 第806話（第609話）  | 2月17日           | ビートを つかめ！                       |      |      |          |
| 第807話（第610話）  | 2月24日           | はなちゃんと ぼよんぐり                 |      |      |          |
| 第808話（第611話）  | 3月2日            | おとうさんの オムレツ                   |      |      |          |
| 第809話（第612話）  | 3月9日            | おにいちゃんの おさがり                 |      |      |          |
| 第810話（第613話）  | 3月16日           | ファミレスに いきたい！                 |      |      |          |
| 第811話（第614話）  | 3月23日           | おとなとこども どっちがいい？           |      |      |          |
| 第812話（第615話）  | 3月30日           | おはなで プレゼント                     |      |      |          |

## 2024年度（しまじろうのわお！）
| 話数（わお！ 話数） | 放送日 （制作局） | サブタイトル                          | 脚本     | 絵コンテ | 演出     | CGチーフ |
| ------------------- | ----------------- | ------------------------------------- | -------- | -------- | -------- | -------- |
| 第813話（第616話）  | 2024年 4月6日     | プレゼント なにがいい？               |          |          |          |          |
| 第814話（第617話）  | 4月13日           | さがしてパシャ！ まちたんけん         |          |          |          |          |
| 第815話（第618話）  | 4月20日           | かわるいろ いろいろ！                 |          |          |          |          |
| 第816話（第619話）  | 4月27日           | どーなる？！ ドーナツ                 |          |          |          |          |
| 第817話（第620話）  | 5月4日            | いっしょに サプライズ！               |          |          |          |          |
| 第818話（第621話）  | 5月11日           | おかあさんのカーネーション            |          |          |          |          |
| 第819話（第622話）  | 5月18日           | みんなで かんけり！                   |          |          |          |          |
| 第820話（第623話）  | 5月25日           | かみを つくろう！                     |          |          |          |          |
| 第821話（第624話）  | 6月1日            | すすめ！ シャカシャカごう             |          |          |          |          |
| 第822話（第625話）  | 6月8日            | どこだろう？ なかよしにんぎょう       |          |          |          |          |
| 第823話（第626話）  | 6月15日           | あめのひ なにする？                   |          |          |          |          |
| 第824話（第627話）  | 6月22日           | ぽんたろうの ごみひろい               |          |          |          |          |
| 第825話（第628話）  | 6月29日           | おかたづけ できるかな                 |          |          |          |          |
| 第826話（第629話）  | 7月6日            | ムギワラ こえかけたい                 |          |          |          |          |
| 第827話（第630話）  | 7月13日           | とっきゅう チャレンジスター           |          |          |          |          |
| 第828話（第631話）  | 7月20日           | へんしん！ かぶたんたん               |          |          |          |          |
| 第829話（第632話）  | 7月27日           | とりっぴいの おとまり                 |          |          |          |          |
| 第830話（第633話）  | 8月3日            | びっくり いそあそび                   |          |          |          |          |
| 第831話（第634話）  | 8月10日           | おしえて！ かぜのちから               |          |          |          |          |
| 第832話（第635話）  | 8月17日           | どうする？！ ツイてないひ             |          |          |          |          |
| 第833話（第636話）  | 8月24日           | いっしょに はなび                     |          |          |          |          |
| 第834話（第637話）  | 8月31日           | じしんのときは ダンゴムシ！           |          |          |          |          |
| 第835話（第638話）  | 9月7日            | つくろう！ すてきなサラダ             |          |          |          |          |
| 第836話（第639話）  | 9月14日           | むかしのあそび たのしいな             |          |          |          |          |
| 第837話（第640話）  | 9月21日           | あきのむし みーつけた                 |          |          |          |          |
| 第838話（第641話）  | 9月28日           | はなちゃんの こうつうあんぜん         |          |          |          |          |
| 第839話（第642話）  | 10月5日           | しあわせ ジャム！？                   |          |          |          |          |
| 第840話（第643話）  | 10月12日          | ぽんたろうと どんぐり                 |          |          |          |          |
| 第841話（第644話）  | 10月19日          | とりっぴい まいごになる               |          |          |          |          |
| 第842話（第645話）  | 10月26日          | へんしん！ ハロウィンパーティー       |          |          |          |          |
| 第843話（第646話）  | 11月2日           | さつまいもが いっぱい！               |          |          |          |          |
| 第844話（第647話）  | 11月9日           | しゅつどう！ アイデアレンジャー！     |          |          |          |          |
| 第845話（第648話）  | 11月16日          | なにできる？ おちばアート             |          |          |          |          |
| 第846話（第649話）  | 11月23日          | プリンセス はなちゃん                 |          |          |          |          |
| 第847話（第650話）  | 11月30日          | とうちゃんは かっこいい！？           |          |          |          |          |
| 第848話（第651話）  | 12月7日           | ぼくの とくいなこと                   |          |          |          |          |
| 第849話（第652話）  | 12月14日          | ゆきのくにの おうじょさま～ぜんぺん～ |          |          |          |          |
| 第850話（第653話）  | 12月21日          | ゆきのくにの おうじょさま～こうへん～ |          |          |          |          |
| 第851話（第654話）  | 2025年 1月4日     | やってる？おかたづけ                  |          |          |          |          |
| 第852話（第655話）  | 1月11日           | はなねーたんと ハイハイあかちゃん     |          |          |          |          |
| 第853話（第656話）  | 1月18日           | ウイルスと たたかえ！                 |          |          |          |          |
| 第854話（第657話）  | 1月25日           | もんたと フラフープ                   |          |          |          |          |
| 第855話（第658話）  | 2月1日            | はなそう！ みらいのゆめ               |          |          |          |          |
| 第856話（第659話）  | 2月8日            | もうたべられない！                    |          |          |          |          |
| 第857話（第660話）  | 2月15日           | おかあさん あまえんぼ？               |          |          |          |          |
| 第858話（第661話）  | 2月22日           | ぼくたち サラとも！                   |          |          |          |          |
| 第859話（第662話）  | 3月1日            | つちのなかの ひみつ                   |          |          |          |          |
| 第860話（第663話）  | 3月8日            | ドキドキの オーディション             |          |          |          |          |
| 第861話（第664話）  | 3月15日           | ふしぎ みつけた！                     |          |          |          |          |
| 第862話（第665話）  | 3月22日           | なぞなぞめいろを ぬけろ！             |          |          |          |          |
| 第863話（第666話）  | 3月29日           | いきたい! コンサート                  | 井上美緒 | マツムラ | 杉山正樹 | 新坂淳   |

## 2025年度（しまじろうのわお！）
| 話数(わお!)      | 放送日 (制作局) | サブタイトル               | 脚本     | 絵コンテ | 演出         | CGチーフ |
| ---------------- | --------------- | -------------------------- | -------- | -------- | ------------ | -------- |
| 第864話(第667話) | 4月5日          | やりたいこと いっぱい!     | 谷登志雄 | マツムラ | ヒロ髙島     | 佐藤智之 |
| 第865話(第668話) | 4月12日         | なかよし さんきょうだい?!  | 山田隆司 | マツムラ | たけだきらく | 新坂淳   |
| 第866話(第669話) | 4月19日         | くもに のりたい            | 三浦浩児 | 矢野博之 | 杉山正樹     | 佐藤智之 |
| 第867話(第670話) | 4月26日         | いそげ! ドーナツチャレンジ | 青木由香 | マツムラ | たけだきらく | 新坂淳   |
| 第868(第671話)   | 5月3日          | たべたい! おおきなケーキ   | 井上美緒 | 辻初樹   | ヒロ髙島     | 佐藤智之 |
| 第869(第672話)話 | 5月10日         | みみりんと ははのひ        | 山田隆司 | マツムラ | 杉山正樹     | 新坂淳   |
| 第870(第673話)話 | 5月17日         | ピクニックは どこだ!       | 谷登志雄 | 矢野博之 | たけだきらく | 新坂淳   |
| 第871(第674話)話 | 5月24日         | とべ! かみひこうき         | 山田隆司 | 杉山正樹 | 杉山正樹     | 新坂淳   |
| 第872(第675話)話 | 5月31日         | おにいちゃんに なって!     | 山田隆司 | ヒロ髙島 | ヒロ髙島     | 佐藤智之 |
| 第873(第676話)話 | 6月7日          | にんじゃ にゃきまる        | 谷登志雄 | 辻初樹   | ヒロ髙島     | 新坂淳   |
| 第874(第677話)話 | 6月14話         | はみがき してたのに?!      | 青木由香 | マツムラ | ヒロ髙島     | 新坂淳   |
| 第875(第678話)話 | 6月21日         | はくぶつかんで わお!       | 山田隆司 | 大原実   | 杉山正樹     | 新坂淳   |
| 第876(第679話)話 | 6月28日         | にじのあまつぶを さがせ!   | 井上美緒 | マツムラ | たけだきらく | 新坂淳   |
| 第877(第680話)話 | 7月5日          | ねがいごとは ひとつだけ?   | 青木由香 |          | 下田竜太郎   | 杉本裕紀 |
| 第878(第681話)話 | 7月12日         | アスレチックで あそぼう!   | 山田隆司 |          | ヒロ髙島     | 新坂淳   |
| 第879(第682話)話 | 7月19日         | らくがき したい!           | 三浦浩児 | 矢野博之 | 杉山正樹     | 佐藤智之 |